# Bánh nướng chảo
Bánh nướng chảo, dịch từ pancake trong tiếng Anh, hay bánh phèng la/ phèn la trong tiếng Việt, là một loại bánh phẳng được chế biến từ bột làm từ tinh bột có thể chứa trứng, sữa và bơ. Món ăn thường mỏng và tròn và có thể nấu trên một bề mặt nóng như vỉ nướng hoặc chảo rán, thường chiên với dầu hoặc bơ. Bằng chứng khảo cổ học cho thấy bánh nướng chảo có lẽ là thực phẩm ngũ cốc sớm nhất và phổ biến nhất được tiêu thụ trong xã hội thời tiền sử. Trong tiếng Anh nó được gọi là pancake hoặc hotcake, griddlecake, bánh nóng, bánh xèo hay flapjack, không nên nhầm lẫn với thanh yến mạch flapjacks.
Hình dạng và cấu trúc của bánh nướng chảo khác nhau trên toàn thế giới. Ở Anh, bánh nướng chảo thường không có men và giống như bánh crêpe. Ở Bắc Mỹ, một chất men được sử dụng (thường là bột nở) tạo ra một chiếc bánh nướng chảo dày và mềm mại. Một biến thể nổi tiếng có nguồn gốc từ Đông Nam Âu là palačinke, một loại bánh nướng chảo ẩm mỏng được chiên ở cả hai mặt và chứa đầy mứt, phô mai kem, sô cô la hoặc quả óc chó xay, nhưng cũng có thể sử dụng nhiều chất làm đầy khác.
Khi khoai tây được sử dụng như một phần chính của bột, kết quả là một chiếc bánh kếp khoai tây. Hỗn hợp bánh nướng chảo chuẩn bị trước tại cửa hàng có sẵn ở một số nước. Khi buttermilk được sử dụng thay thế hoặc ngoài sữa, bánh kếp sẽ phát triển hương vị tart và được gọi là bánh nướng chảo buttermilk, phổ biến ở Scotland và Mỹ. Bột kiều mạch có thể được sử dụng trong bột bánh nướng chảo, làm cho một loại bánh kiều mạch, một loại bao gồm Blini, Kaletez, Ploye, và Memil-buchimgae.
Bánh nướng chảo có thể được phục vụ bất cứ lúc nào trong ngày với nhiều loại toppings hoặc nhân nhưng ở Mỹ chúng thường được coi là một món ăn sáng. Bánh nướng chảo phục vụ một chức năng tương tự như bánh quế. Ở Anh và Khối thịnh vượng chung, chúng được liên kết với Thứ ba Shrove, thường được gọi là "Ngày Bánh nướng chảo", khi, trong lịch sử, các thành phần dễ hỏng phải được sử dụng trước thời điểm ăn chay của Mùa Chay.

## Lịch sử
Những người Hy Lạp cổ đại làm bánh nướng chảo gọi là τηγανίτης (tēganitēs), ταγηνίτης (tagēnitēs)  hay ταγηνίας (tagēnias),  tất cả các từ bắt nguồn từ τάγηνον (tagēnon), "chảo". Các tài liệu tham khảo sớm nhất về tagenias là trong các tác phẩm của các nhà thơ thế kỷ thứ 5 trước Công nguyên Cratinus  và Magnes. Tagenites được làm bằng bột mì, dầu ô liu, mật ong và sữa đông, và được phục vụ cho bữa sáng. Một loại bánh là σταιτίτης (staititēs), từ σταίτινος (staitinos), "bột hoặc bột nhồi từ lúa mì", có nguồn gốc từ σταῖς (stais), "bột nhồi làm từ lúa mì". Athenaeus đề cập, trong Deipnosophistae của mình, staititas với mật ong, vừng và phô mai ở trên. Từ pancake từ tiếng Anh xuất hiện trong tiếng Anh vào thế kỷ 15.
Người La Mã cổ đại gọi món đồ để chiên của họ là alia dulcia, tiếng Latinh là "đồ ngọt khác". Chúng khác nhiều so với những gì được gọi là bánh nướng chảo ngày nay.

## Các phiên bản

### Châu Phi

#### Vùng sừng Châu Phi

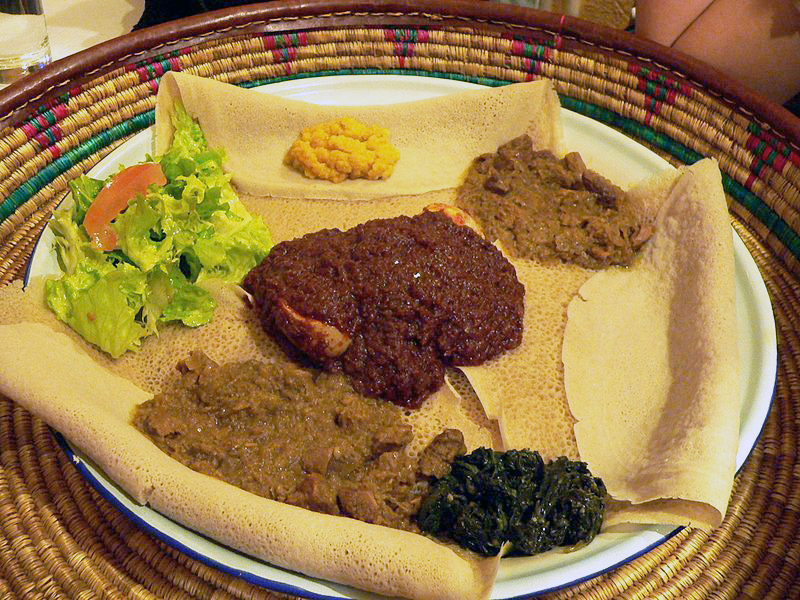
Bữa ăn này của injera và nhiều loại wat hoặc tsebhi (hầm) là điển hình của Ethiopia và ẩm thực Eritrea.

Bánh nướng chảo ở vùng Sừng châu Phi (Djibouti, Eritrea, Ethiopia và Somalia) được gọi là injera (đôi khi phiên âm như enjera, budenaa (Oromo), hoặc canjeero (Somali)). Injera là một loại bánh giòn có men với kết cấu độc đáo, hơi xốp. Theo truyền thống, nó được làm từ bột teff và là một món ăn quốc gia ở Ethiopia và Eritrea. Canjeero, còn được gọi là lahooh hoặc lahoh, là một loại bánh mì dẹt tương tự được ăn ở Somalia và Yemen. 

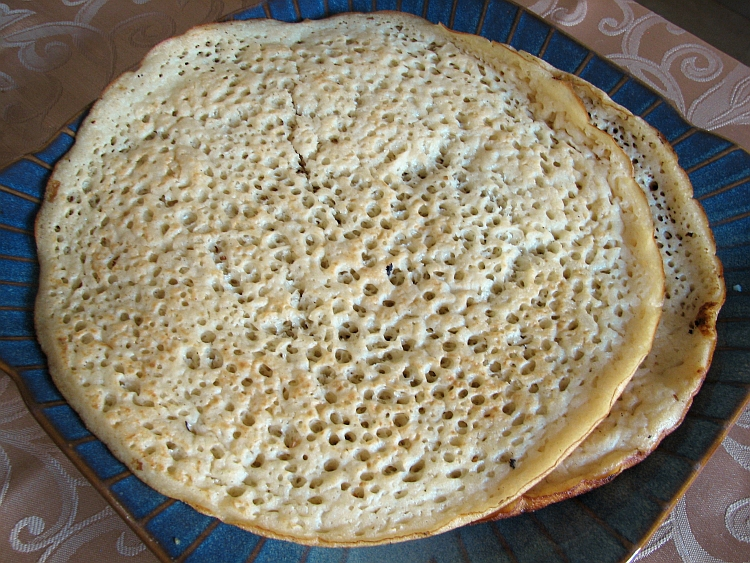
Lahoh là một mặt hàng chủ lực ở Somalia, Djibouti và Yemen.

Ở Eritrea và Ethiopia, injera thường được ăn kèm với một hoặc nhiều món hầm gọi là wat hoặc với xà lách (, ví dụ,đặc biệt trong thời kỳ Chính thống giáo Ethiopia ăn chay) hoặc với injera khác (injera firfir). Bàn tay phải được sử dụng để xé miếng nhỏ từ injera sử dụng để cầm và ăn món hầm hay món salad. Các injera dưới những hầm thấm nước trái cây và hương vị và, sau khi hầm và salad là kết thúc, cũng được tiêu thụ. Do đó, Injera hoạt động đồng thời như thức ăn, ăn dụng cụ và đĩa. Khi "khăn trải bàn" hình thành bởi vết thương đã kết thúc, bữa ăn kết thúc.
Lahoh là một loại bánh giống như bánh nướng chảo có nguồn gốc từ Somalia, Djibouti và Yemen. Nó thường được ăn cùng với mật ong, ghee và trà. Trong bữa trưa, lahoh đôi khi được ăn với cà ri, súp hoặc món hầm.

#### Kenya
Ở Kenya, bánh nướng chảo được ăn vào bữa sáng thay thế cho bánh mì. Chúng được phục vụ đơn giản với đường đã được thêm vào bột để làm ngọt chúng. Bánh nướng chảo Kenya tương tự như bánh nướng chảo Anh và bánh crepe của Pháp.

#### Nam Phi
Một "bánh nướng chảo" ở Nam Phi là một loại bánh crêpe. Trong Afrikaans, nó được biết đến như một Pannekoek (pannekoeke số nhiều) và, theo truyền thống, được lập trên bếp gas và ăn vào những ngày ẩm ướt và lạnh. Pannekoeke thường được phục vụ với đường có hương vị quế (và, đôi khi, nước chanh) được phép hòa tan và làm mềm chúng hoặc, nếu kết cấu giòn của chúng được giữ lại, hãy ăn ngay. Chúng là một mặt hàng chủ lực tại fête Nhà thờ Cải cách Hà Lan.
Plaatkoekies ("flapjacks", hoặc lit. "tấm cookie") là bánh nướng chảo "bạc đô la" kiểu Mỹ.

#### Uganda
Ở Uganda, bánh nướng chảo được làm tại địa phương với chuối (một trong những thực phẩm chính của đất nước) và thường được phục vụ như một bữa ăn sáng hoặc như một lựa chọn ăn nhẹ.

### Đông Á

#### Trung Quốc
Bánh nướng chảo Trung Quốc có thể là mặn hoặc ngọt, và thường được làm bằng bột chứ không phải là bột. Bột chủ yếu bao gồm nước, bột và dầu thực vật. Các món ăn có thể được phục vụ như một bên, thường là bên cạnh vịt, hoặc như một món ăn nhẹ, đứng đầu với hành lá cùng với nước sốt nóng và chua.

#### Nhật Bản

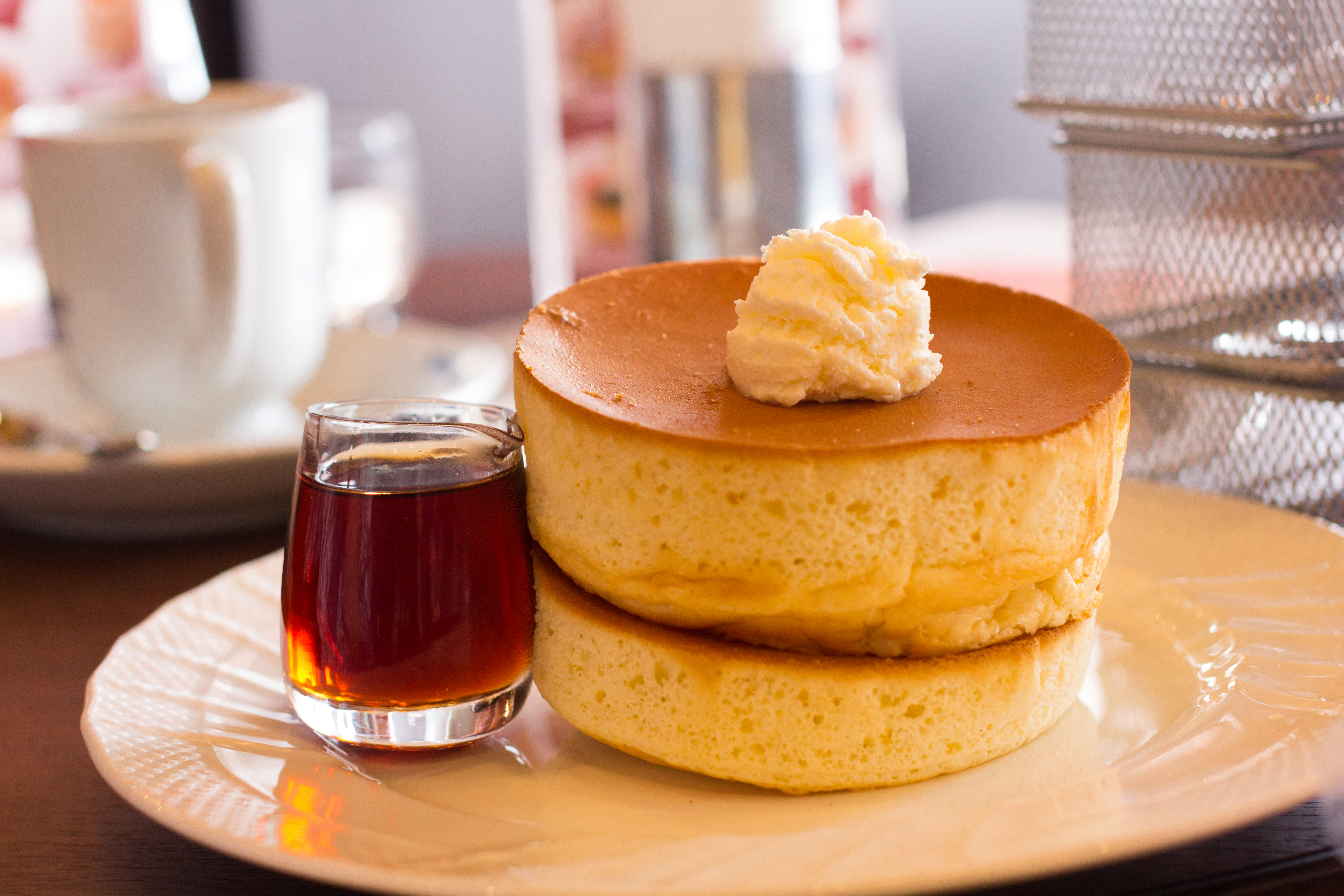
Bánh nướng chảo souffle kiểu Nhật

Tại Nhật Bản, okonomiyaki được làm từ bột mì, trứng, bắp cải và một lựa chọn thành phần. Oyaki là bánh nướng chảo thường được nhồi với anko, cà tím hoặc nozawana. Dorayaki là một loại bánh sandwich được làm từ bánh nướng chảo và anko kiểu phương Tây. Bánh crepe ngọt cũng rất phổ biến.
Người Nhật cũng đã tạo ra một kiểu souffle được nấu trong những chiếc bánh nướng chảo lấy cảm hứng từ bánh nướng chảo Mỹ  cao hơn và mềm hơn, được tìm thấy ở Singapore, Toronto, Úc và Vương quốc Anh.

#### Hàn Quốc
Ở Hàn Quốc, bánh nướng chảo bao gồm jeon, pajeon, bindaetteok, kimch'ichŏn, và hotteok. Những thứ này có thể được phục vụ trong tất cả các thời điểm trong ngày như món ăn phụ hoặc chỉ là đồ ăn nhẹ. Các biến thể của món ăn sử dụng bột bánh nướng chảo để làm rau, thịt, hoặc cá chiên giòn.

### Nam Á

#### Ấn Độ
Ấn Độ có nhiều kiểu bánh nướng chảo. Biến thể từ hương vị của họ đến thành phần chính được sử dụng. Tất cả được thực hiện mà không cần sử dụng các đại lý tăng thêm.
Bánh nướng chảo được chế biến theo phong cách nấu ăn Bắc Ấn Độ được gọi là cheela. Cheela ngọt được làm bằng đường hoặc đường thốt nốt với bột bánh mì làm từ bột mì. Bánh xèo mặn Bắc Ấn Độ được làm bằng bột bánh được làm từ bột gram hoặc bột gram xanh (moong daal) và đôi khi được trang trí với paneer, một loại phô mai kiểu tiểu.
Dosa, appam, neer dosa và uttapam là những chiếc bánh được làm theo phong cách miền Nam Ấn Độ. Chúng được chuẩn bị bằng cách lên men bột và đậu mười tách vỏ (đậu lăng đen) pha với nước. Meetha pooda -  bánh nướng chảo ngọt thường ăn với dưa chua và tương ớt - là một mặt hàng thực phẩm ăn sáng phổ biến ở Punjab. Hầu hết các pitha ở Assam là các loại bánh được phục vụ trong các dịp như lễ hội Bihu. Các cái bánh nướng chảo kiểu Bengal ngọt pati-shapta được nhồi với dừa nạo hoặc sữa đặc.
Ở Tây Ấn Độ, thalipeeth nhiều loại hạt là phổ biến. Ở Goa, một loại bánh nướng chảo truyền thống giống như crêpe được gọi là alebele hoặc alle belle được ăn vào thời gian uống trà. Nó thường chứa đầy thốt nốt và dừa.
Ở Đông Ấn Độ, malpuas đôi khi được chế biến dưới dạng bánh nướng chảo.
Ở một số vùng Trung Ấn, Cheelas xanh mỏng được làm bằng bột gừng hoặc tượng lá tỏi và bột gạo. Các thành phần khác bao gồm muối, hạt thìa là Ai Cập, ớt xanh, dầu, lá cà ri và lá rau mùi.

#### Nepal
Ở Nepal, người Newar có một chiếc bánh gạo thơm gọi là chataamari nấu với thịt hoặc trứng ở trên. Món ăn này còn được gọi là Pizza Newari, vì nó được phục vụ và ăn tương tự như pizza của Mỹ. Bên cạnh việc phục vụ với thịt hoặc trứng, nó cũng có thể được phục vụ không.

#### Pakistan
Trong ẩm thực Pakistan, rishiki là một loại bánh nướng chảo, dày hơn một chút so với bánh crepe, được làm từ bột mì, nước và trứng và thường được ăn kèm với mật ong. Nó được tiêu thụ rộng rãi ở phía bắc xa xôi và là một món ăn chính của ẩm thực Chitrali.

### Đông Nam Á
Bánh nướng chảo chuối là một thực đơn trong các quán cà phê du lịch bụi ở Đông Nam Á. Điều này đã tạo ra thuật ngữ Banana Pancake Trail hoặc Banana Pancake Circuit, được trao cho các tuyến đường đang phát triển của du khách ba lô trên khắp Malaysia, Thái Lan, Campuchia và Việt Nam.

#### Indonesia

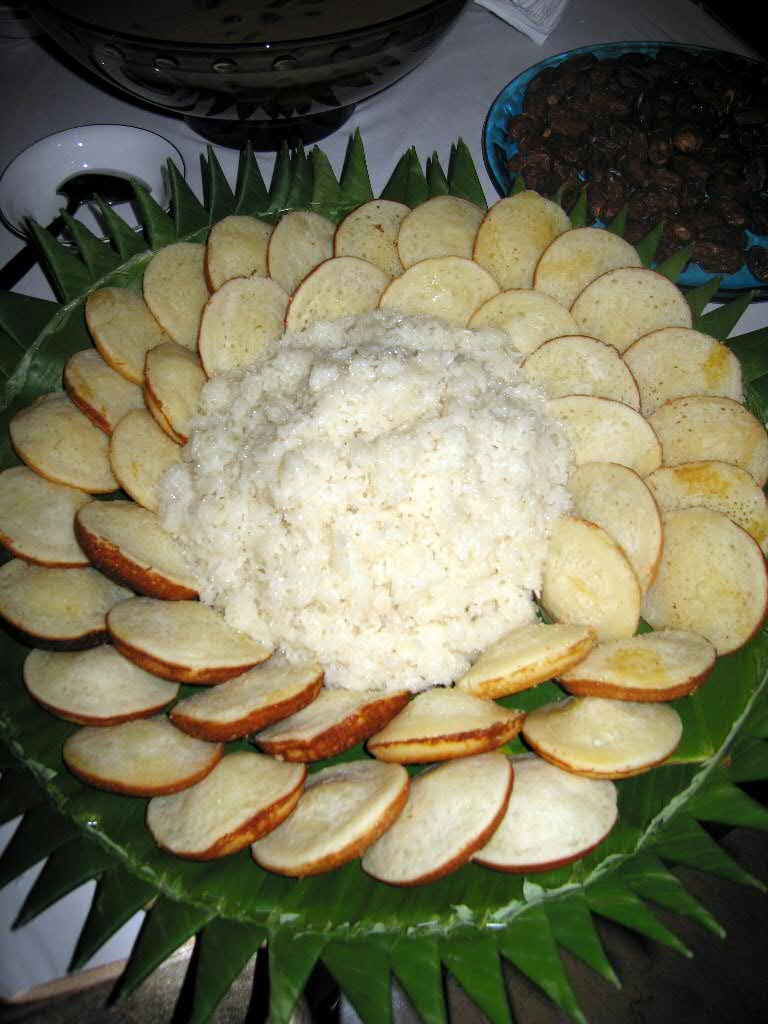
Serabi

Bánh nướng chảo ở Indonesia được gọi là panekuk. Bánh nướng chảo Serabi Indonesia được làm từ bột gạo và nước cốt dừa. Các món ăn thường được phục vụ với kinca, một xi-rô đường dừa dày, màu nâu. Các loại toppings khác có thể bao gồm đường, đậu phộng xay, chuối thái lát, mít, và các loại trái cây khác, và sô cô la. Các biến thể khác bao gồm phô mai cheddar, thịt bò bắp, gà xé và xúc xích.
Các loại bánh nướng chảo khác ở Indonesia là burgo, dadar gulung, kue ape, kue apem, kue cubit, kue cucur, kue terang bulan, laklak, murtabak, pannenkoek, poffertjes, roti canai, và roti jala.

#### Malaysia và Singapore

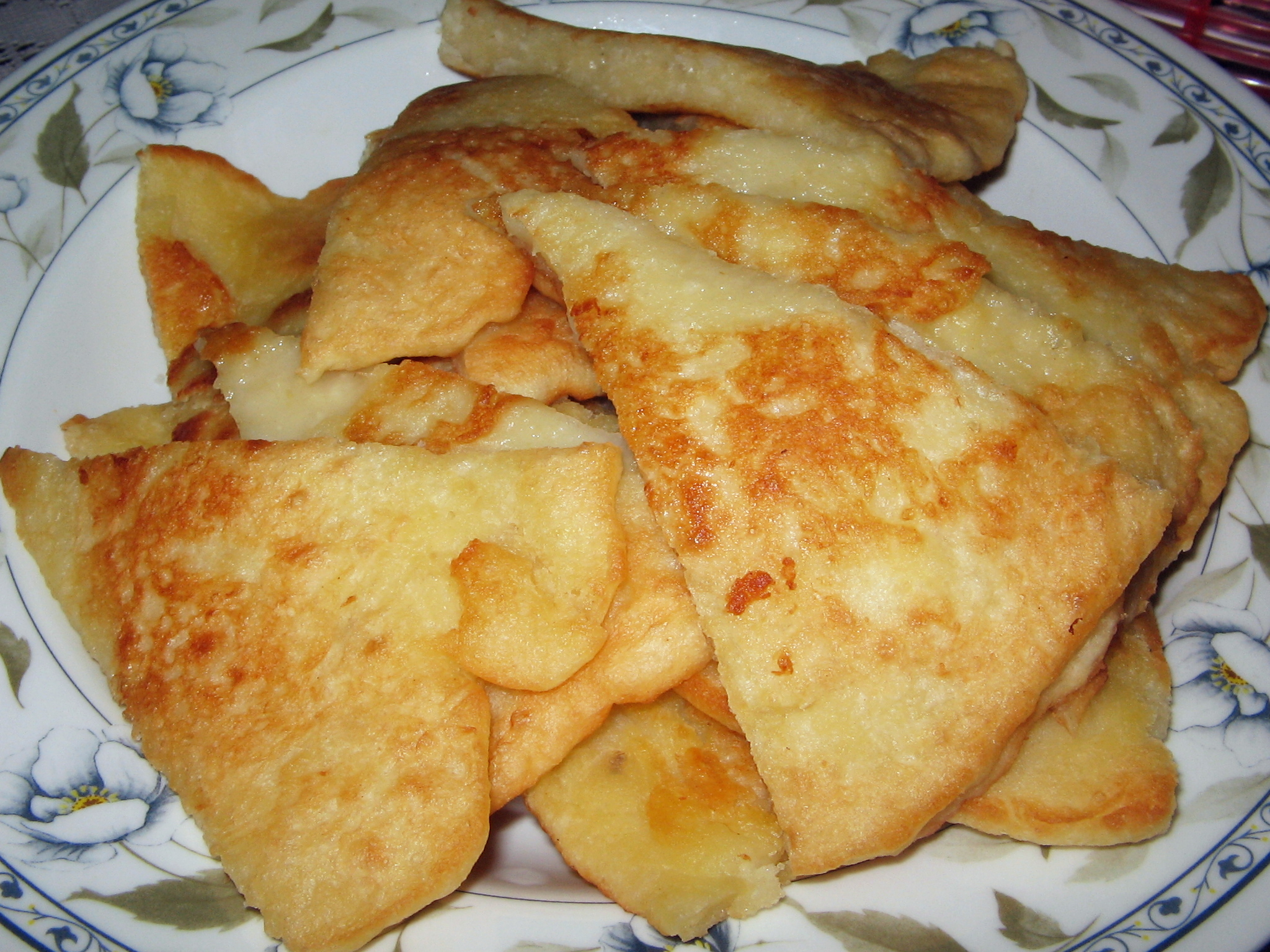
Pek Nga còn được gọi là Lempeng Kelapa

Bánh nướng chảo truyền thống của Malay ở Malaysia và Singapore được gọi là Lempeng Kelapa. Nấu rất giống với một phong cách bánh Mỹ hoặc Canada mặc dù không có tác nhân tăng lên, đó là một bánh mặn thường được phục vụ trong suốt thời gian ăn sáng với cà ri cá, gạo nếp dừa, cá khô, rendang, hoặc sambal.

#### Myanmar (Miến Điện)
Bánh nướng chảo truyền thống của Miến Điện được gọi là bein mont, và là một món ăn nhẹ truyền thống của người Miến Điện hoặc mont. Bánh nướng chảo được nướng trong bột bánh gạo ngâm trong thốt nốt, vỏ dừa và trang trí với hạt vừng, đậu phộng và hạt anh túc.

#### Philippines

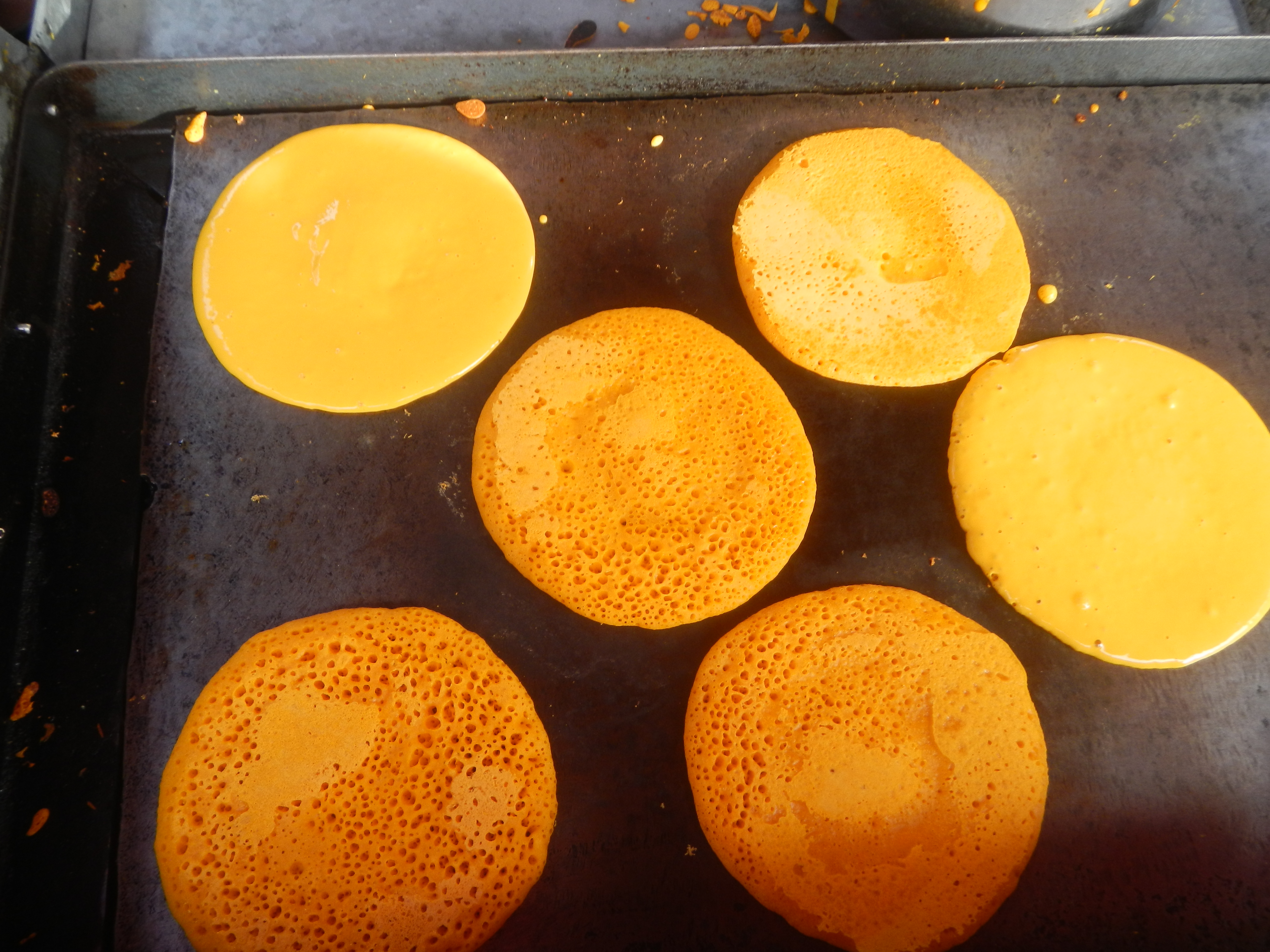
"Bánh nóng" Philippines

Ở Philippines, bánh nướng chảo tráng miệng truyền thống bao gồm salukara, một loại bánh gạo làm từ gạo nếp, trứng và nước cốt dừa. Bột được đặt trong một nồi đất sét lót lá chuối hoặc bôi dầu, và được nướng trên than nóng. Salukara là một loại nhỏ của bibingka (bánh gạo nướng Philippines). Panyalam, một loại bánh gạo tương tự từ Mindanao, được chiên ngập dầu chứ không phải nướng.
Bánh nướng chảo mặn truyền thống ở Philippines bao gồm pudpod (bánh kếp cá hun khói) và okoy (một loại bánh làm từ tôm đập, bí ngô hoặc khoai lang).
Kiểu bánh nướng chảo kiểu Mỹ cũng là một sản phẩm phổ biến trong các cơ sở thức ăn nhanh ở Philippines, thường là đồ ăn sáng, cũng như trong các nhà hàng đặc sản như IHOP và thương hiệu nhà hàng địa phương Pancake House. Các đối tác địa phương không tốn kém, gọi là bánh nóng (hotcakes), ngoài việc được chuẩn bị thường được cho ăn sáng, cũng chuẩn bị như một bữa ăn nhẹ buổi chiều, với ki-ốt đường phố bán tôm tươi nhỏ đứng đầu với sự lựa chọn của bơ thực vật và đường hoặc sữa đặc có đường và siro hương.

#### Việt Nam

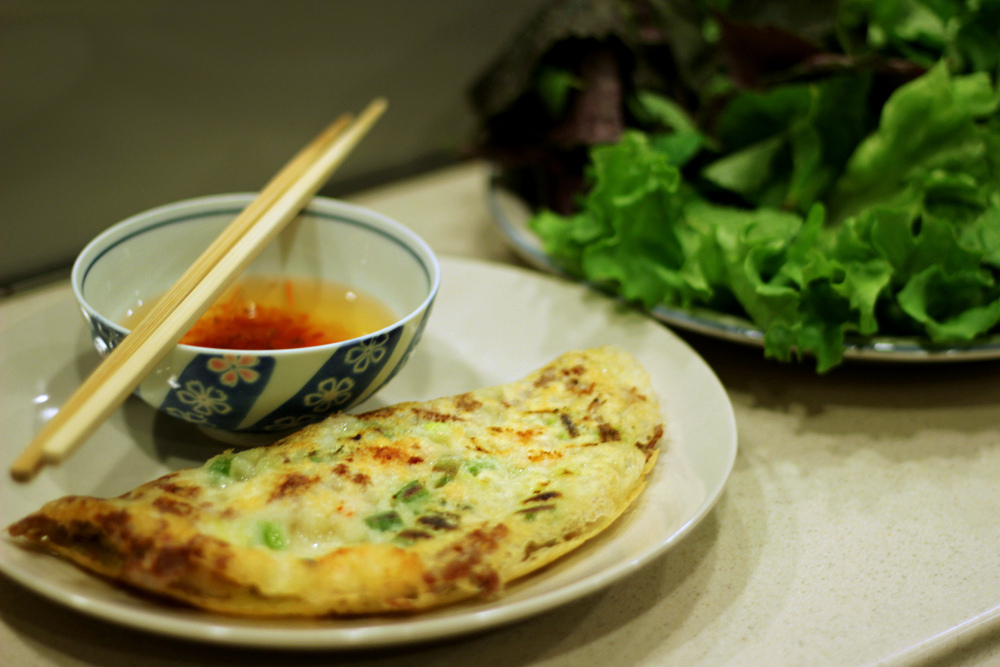
Bánh xèo, tương đương tiếng Việt của một chiếc bánh nướng chảo

Trong ẩm thực Việt Nam có nhiều loại món ăn gọi là bánh nướng chảo (bánh xèo), bánh khọt, đôi khi được gọi là bánh nướng chảo Việt Nam), cũng như các món tương tự như bánh căn và bánh khoái ở miền trung Việt Nam.

### Châu Âu

#### Áo, Cộng hòa Séc, và Romania, Slovakia và Nam Tư cũ

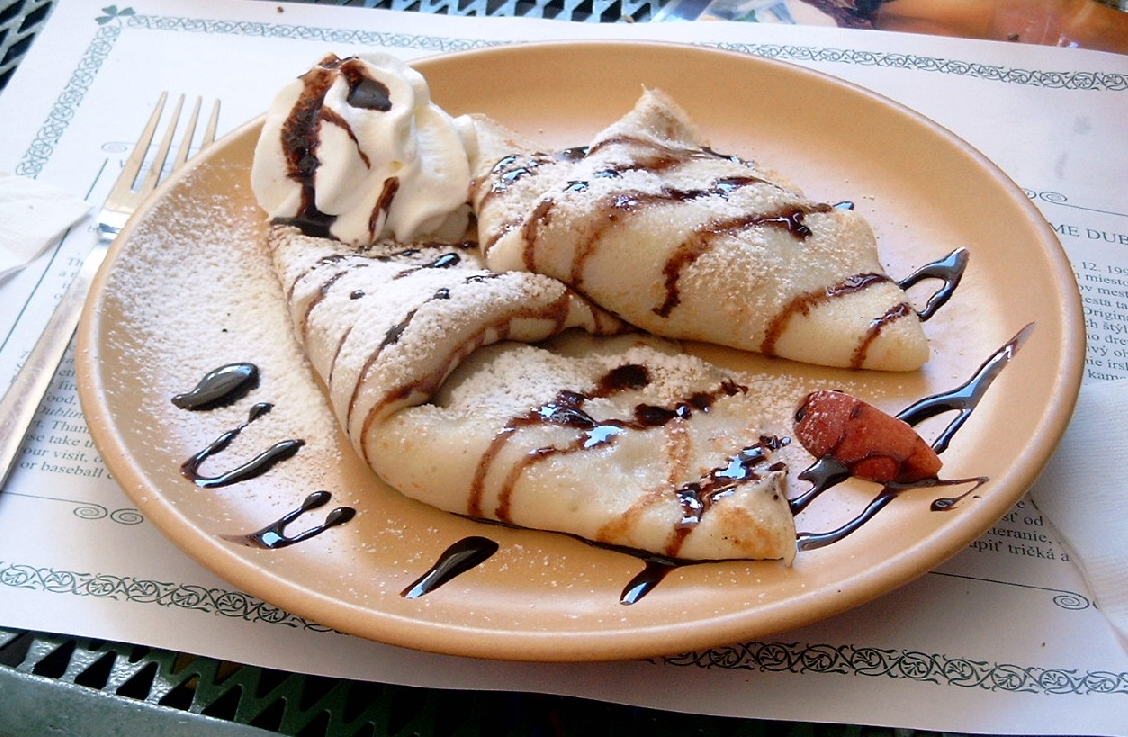
Palacinky, bánh nướng chảo Slovakia

Ở Áo, Cộng hòa Séc và Slovakia, bánh nướng chảo được gọi là palatschinke, palačinka và palacinka, tương ứng (số nhiều: palatschinken, palačinky, và palacinky). Kaiserschmarrn là một loại bánh nướng chảo của Áo bao gồm nho khô, hạnh nhân, mứt táo hoặc những miếng táo nhỏ, chia thành từng miếng và rắc đường bột. Ở Rumani, chúng được gọi là clătită (số nhiều: clătite). Ở các quốc gia thuộc Nam Tư cũ, chúng được gọi là palačinka (số nhiều: palačinke). Trong các ngôn ngữ này, từ này bắt nguồn từ nhau thai Latin, có nghĩa là "bánh". Những chiếc bánh này mỏng và chứa đầy quả mơ, mận, lingonberry, mứt táo hoặc dâu, sốt sô cô la, hoặc phết hạt phỉ. Chất làm đầy Eurokrem, Nutella và Lino-Lada được yêu thích trong giới trẻ. Một phiên bản truyền thống bao gồm làm đầy bánh nướng chảo với phô mai, đổ sữa chua lên chúng, sau đó nướng trong lò nướng.

#### Hy Lạp
Ở Hy Lạp, bánh nướng chảo được gọi là Τηγαίτες (Tēganitēs) (Từ tiếng Hy Lạp cổ đại ΤηγαΤηγίτης Tēganitēs orΤηγαίίςς Τηγαίτεςίτες là những chiếc bánh nhỏ thường được làm từ nước và bột, ăn kèm với mật ong, đường hoặc quả sung. Người Hy Lạp cổ đại đã sử dụng nước, bột mì, dầu ô liu và mật ong để làm ra chúng.

#### Bêlarut, Nga, Ukraine

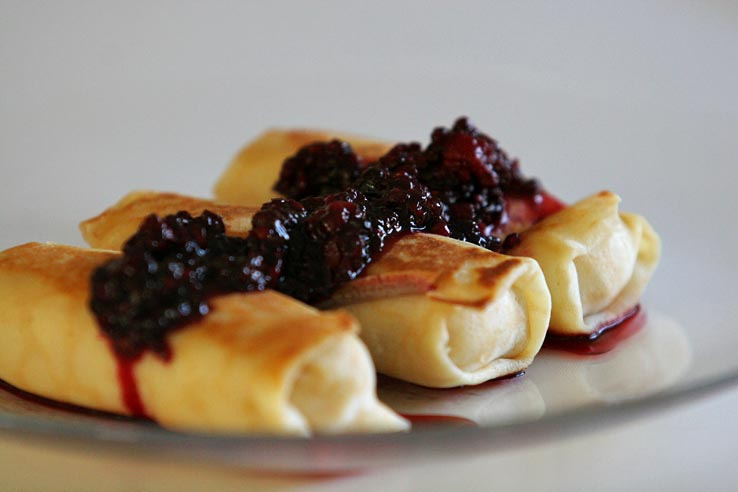
Blinchiki chứa đầy phô mai với quả mâm xôi ở trên

Các món ăn phương Đông-Slav có truyền thống lâu đời về nấu bánh nướng chảo và bao gồm nhiều loại bánh nướng chảo. Ở Belarus, Nga và Ukraine, bánh nướng chảo có thể là thực phẩm cho bữa sáng, món khai vị, món chính hoặc món tráng miệng.
Blini (tiếng Nga: блины) và mlynci (tiếng Ukraina: млинцi tiếng Ukraina: млинцi) là những chiếc bánh mỏng, hơi dày hơn bánh crêpe, được làm từ bột mì hoặc bột kiều mạch, bơ, trứng và sữa, với men được thêm vào bột bánh. Nấu ăn Blini / mlynci bắt nguồn từ các truyền thống và bữa tiệc ngoại đạo, được phản ánh trong " tuần lễ bánh nướng chảo " ngày nay được tổ chức vào mùa đông trước Mùa Chay Lớn. Vào thời tiền Kitô giáo, blini và mlynci được những người Slavơ đầu tiên coi là biểu tượng của mặt trời, do hình dạng tròn của chúng.

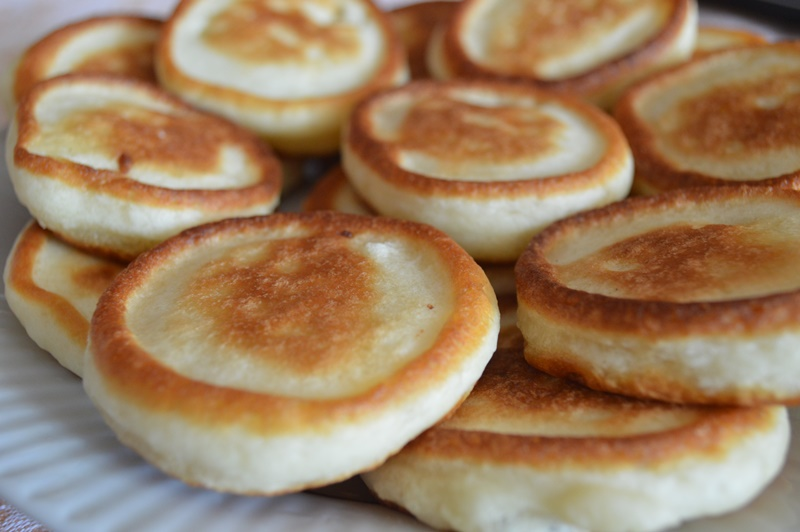
Oladyi

Blintz (tiếng Nga: блинчики blinchiki) là những chiếc bánh crêpe mỏng được làm mà không có men. Blintze đầy cũng được gọi là nalysnyky (tiếng Ukraina: налисники), nalistniki (tiếng Nga: налистники) Hoặc nalesniki (tiếng Nga: налесники). Một chất làm đầy bụng như mứt, trái cây, quark, hoặc phô mai, khoai tây, thịt hoặc thịt gà nấu chín, và thậm chí cả nấm băm nhỏ, giá đỗ, bắp cải, và hành tây, được cuộn hoặc bọc vào blintz chiên sẵn và sau đó xào, nướng hoặc chiên nhẹ lại blintz,.
Bánh nướng chảo dày nhỏ được gọi là oladyi (tiếng Nga: оладьи) Hoặc oladky (tiếng Ukraina: оладки). Bột bánh có thể chứa nhiều chất bổ sung khác nhau, chẳng hạn như táo và nho khô.

#### Đan Mạch

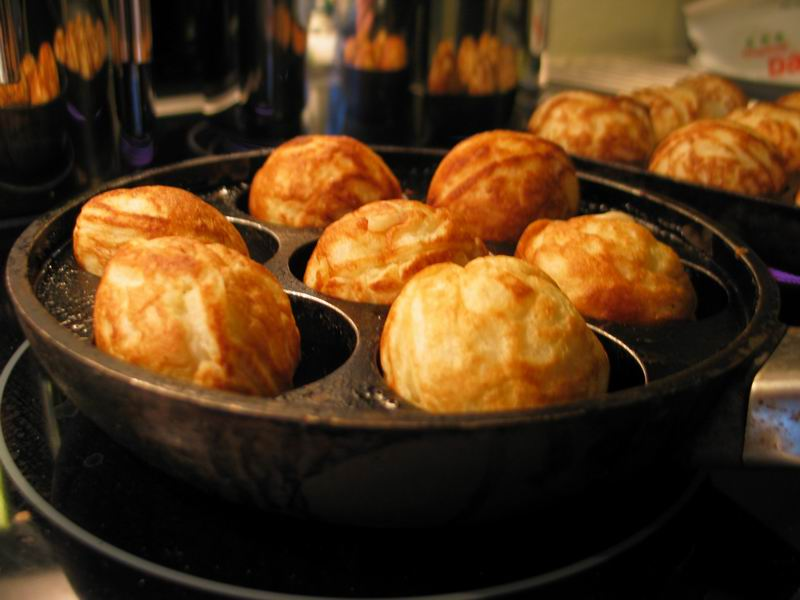
Æblekiver

Æbledkiver là bánh nướng chảo truyền thống của Đan Mạch được làm trong một hình cầu đặc biệt. (Tên theo nghĩa đen có nghĩa là "lát táo" trong tiếng Đan Mạch, mặc dù táo không phải là một thành phần.) Æblekiver được nấu trên bếp lò bằng cách nướng trong chảo gang đặc biệt với một vài vết lõm hình bán cầu. Bột được đổ vào các vết lõm có dầu và khi blekiver bắt đầu chín, chúng được quay bằng kim đan, xiên hoặc nĩa để cho bánh có hình dạng hình cầu đặc trưng. Æblekiver không ngọt, nhưng theo truyền thống được phục vụ nhúng trong mâm xôi, dâu tây, lingonberry hoặc mứt dâu đen và rắc đường bột.

#### Phần Lan
Bánh nướng chảo Phần Lan rất giống với plättar (xem phần mô tả trong phần Thụy Điển bên dưới) và được gọi là lettu, lätty, räiskäle hoặc ohukainen. Ở Phần Lan, bánh nướng chảo thường được ăn như món tráng miệng với kem đánh bông hoặc mứt pancake, kem đường hoặc vani. Trong tiếng Phần Lan, lettu và pannukakku (nghĩa đen là "bánh nướng chảo") có ý nghĩa khác nhau, cái sau có cấu trúc gần giống với một chiếc bánh nướng nóng hơn, và được nướng trong lò thay vì sử dụng chảo rán. Ålandspannkaka, nghĩa đen là "Bánh nướng chảo của Åland ", là một loại bánh nướng chảo làm bằng lò nướng dày hơn bao gồm thêm thảo quả và cả bánh pudding gạo hoặc cháo semolina vào bột.

#### Pháp, Bỉ, Ý, Bồ Đào Nha, Thụy Sĩ (và Mỹ Latinh)

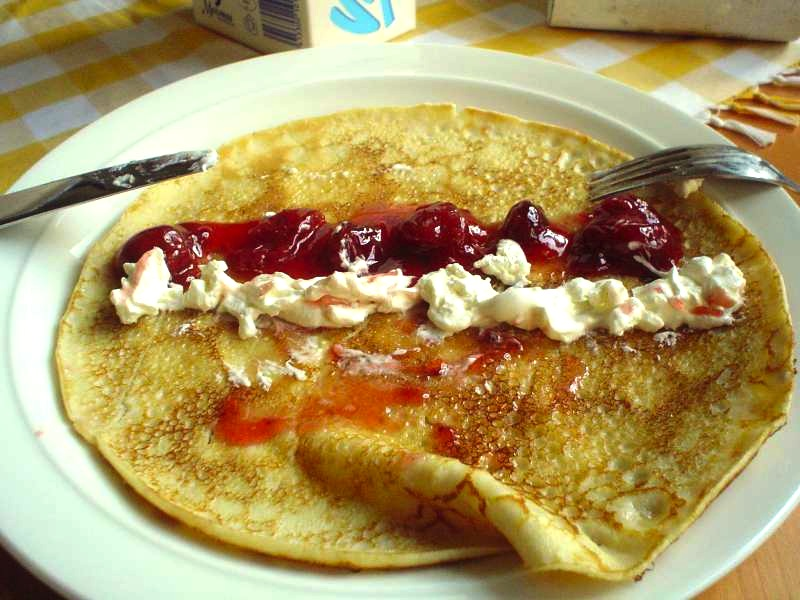
Crêpe

Crêpe, phổ biến ở Pháp, Bỉ, Thụy Sĩ và Bồ Đào Nha, được làm từ bột mì, sữa và trứng. Chúng là những chiếc bánh mỏng và được ăn kèm với một loại ngọt (trái cây, kem, mứt, sô cô la phết, đường bột) hoặc nhân mặn (phô mai, giăm bông, hải sản, rau bina). Ở Pháp ngữ châu Âu, crêpes thường được bán trên khán đài đặc biệt. Ở Ý có một món ăn tương tự gọi là crespella hoặc scrippella. Ở đất nước này cũng phổ biến một số bánh quế truyền thống được gọi là pizzelle và ở một số vùng của đảo Tuscany có những chiếc bánh giòn mỏng điển hình có tên là brigidini, được làm bằng cây hồi. Ở Brittany, một galette (hoặc galette bretonne) là một chiếc bánh lớn mỏng làm bằng bột kiều mạch, thường chỉ được nấu ở một bên.
Crepes phổ biến ở nhiều quốc gia Nam Mỹ như Argentina, Brazil và Chile. Chúng được tiêu thụ với nhân ngọt (marmalade, dulce de leche hoặc với nhân mặn (thịt xay (Brazil), rau, sốt cà chua, phô mai).
Chúng cũng đã trở thành nổi tiếng ở các quốc gia Đông Á, bao gồm Nhật Bản, Hàn Quốc và Trung Quốc, và các quốc gia Đông Nam Á, như Philippines và Thái Lan, nơi chúng được bán trong các quầy hàng và kiốt. Chúng thường được phục vụ với kem và trái cây, hoặc phết các lớp không ngọt như rau.
Farinata phổ biến ở các khu vực Địa Trung Hải, bao gồm Nice. Còn được gọi là socca, đây là những chiếc bánh được làm từ bột đậu xanh và rắc hạt tiêu đen. Chúng là những món ăn đường phố phổ biến ở Nice.

#### Đức

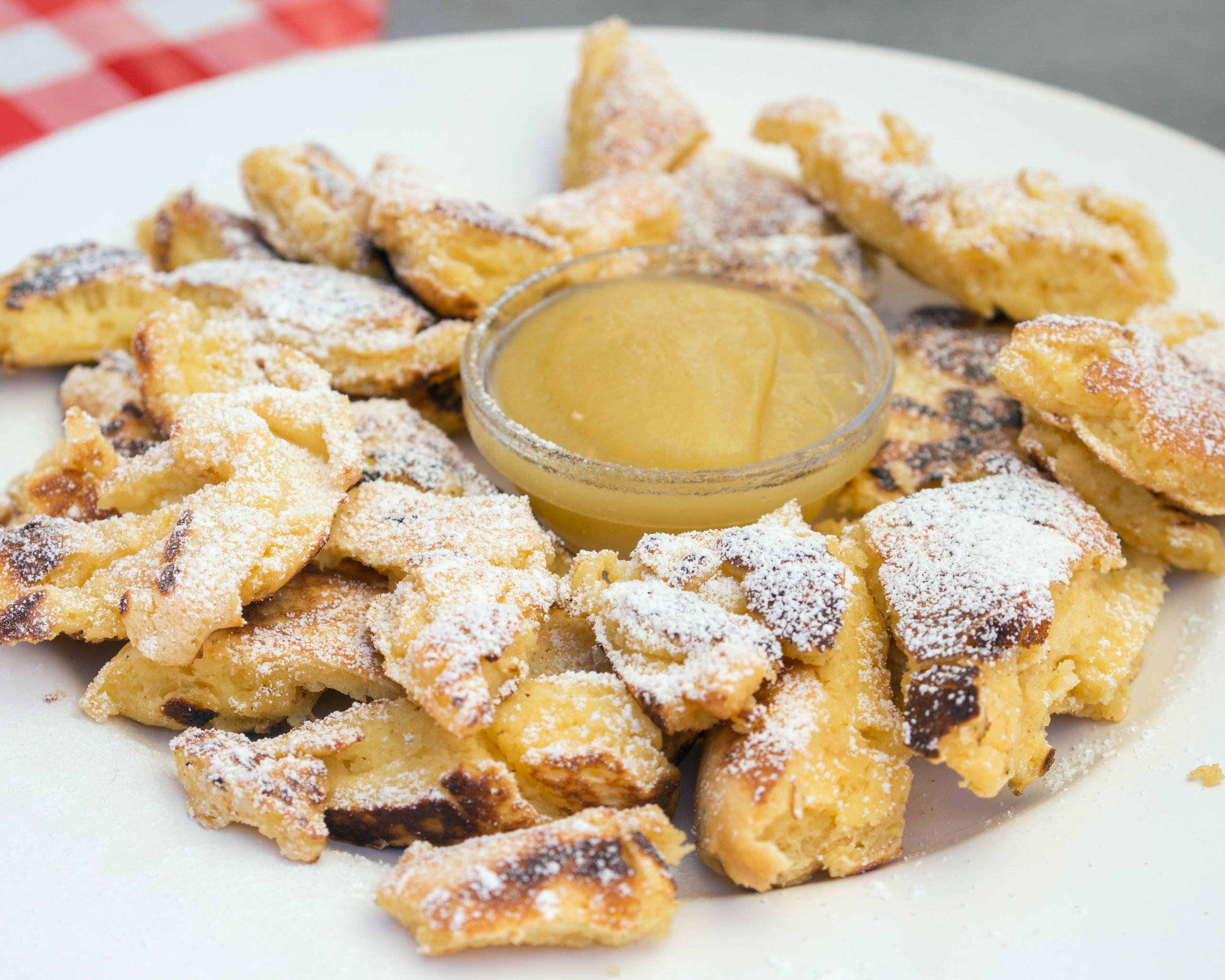
Kaiserschmarrn

Bánh nướng chảo Đức được gọi là Pfannkuchen (từ tiếng Đức Pfanne và Kuchen có nghĩa là "chảo" và "bánh") ngoại trừ ở Berlin, Brandenburg và Sachsen, trong đó Pfannkuchen là bánh ngọt của người Berlin và bánh nướng chảo được gọi là Eierkuchen.Chúng thường dày hơn so với crêpe kiểu Pháp và thường được phục vụ với đồ ngọt hoặc, đôi khi, trám mặn. Việc sử dụng một chất men hoặc men là không phổ biến. Nhẫn táo chiên được bao phủ bởi bột bánh kếp và ăn kèm với đường và quế được gọi là Apfelküchle. Kaiserschmarrn, một loại bánh nướng chảo caramen dày nhưng nhẹ phổ biến ở Bavaria và các vùng của Áo-Hung trước đây, thường được chia thành từng miếng, chứa đầy trái cây hoặc các loại hạt, rắc đường bột và ăn kèm với nước sốt trái cây. Người ta tin  rằng đây là lần đầu tiên được chuẩn bị cho Kaiser Franz Joseph I của Áo.
Ở Swabia, dải bánh nướng chảo cắt lát (flädle) thường được phục vụ trong súp.

#### Vương quốc Liên hiệp Anh và Bắc Ireland

##### Anh
Bánh nướng chảo Anh có ba thành phần chính: bột mì, trứng và sữa, mặc dù phiên bản 1615 của Gervase Markham trong The English Huswife sử dụng nước thay vì sữa và thêm gia vị ngọt. Bột vẫn như nước và tạo thành một lớp mỏng ở dưới cùng của chảo rán khi chảo nghiêng. Nó có thể hình thành một số bong bóng trong khi nấu, dẫn đến một chiếc bánh kếp nhạt với những đốm đen nơi có bong bóng, nhưng bánh kếp không nổi lên. Bánh kếp tiếng Anh tương tự như bánh crêpe của Pháp và bánh crespelle của Ý. Chúng có thể được ăn như một món tráng miệng ngọt ngào với topping truyền thống của nước chanh và đường, được ngâm với xi-rô vàng, hoặc quấn quanh các món ăn mặn và ăn như một món chính. Vào Thứ ba Shrove, người ta thường ăn bánh kếp, và nước chanh và đường có thể được thêm lên trên. Bánh pudding Yorkshire được làm từ một công thức tương tự, nhưng nướng thay vì chiên. Bột này tăng lên vì không khí đập vào bột nở ra, không cần bột nở; kết quả được ăn như một phần của bữa tối thịt bò nướng truyền thống. Bánh yến mạch là một loại bánh pancake thơm ngon đặc biệt liên quan đến Staffordshire.
Một biến thể của bánh nướng chảo là crumpet, được làm từ bột bánh men với men (hoặc với cả men và bột nở) và chiên trong bơ để tạo ra một chiếc bánh phẳng hơi nhô lên. Chúng cũng được ăn ở phần còn lại của Vương quốc Anh, Cộng hòa Ireland và một số khu vực nhất định của Khối thịnh vượng chung.

##### Scotland

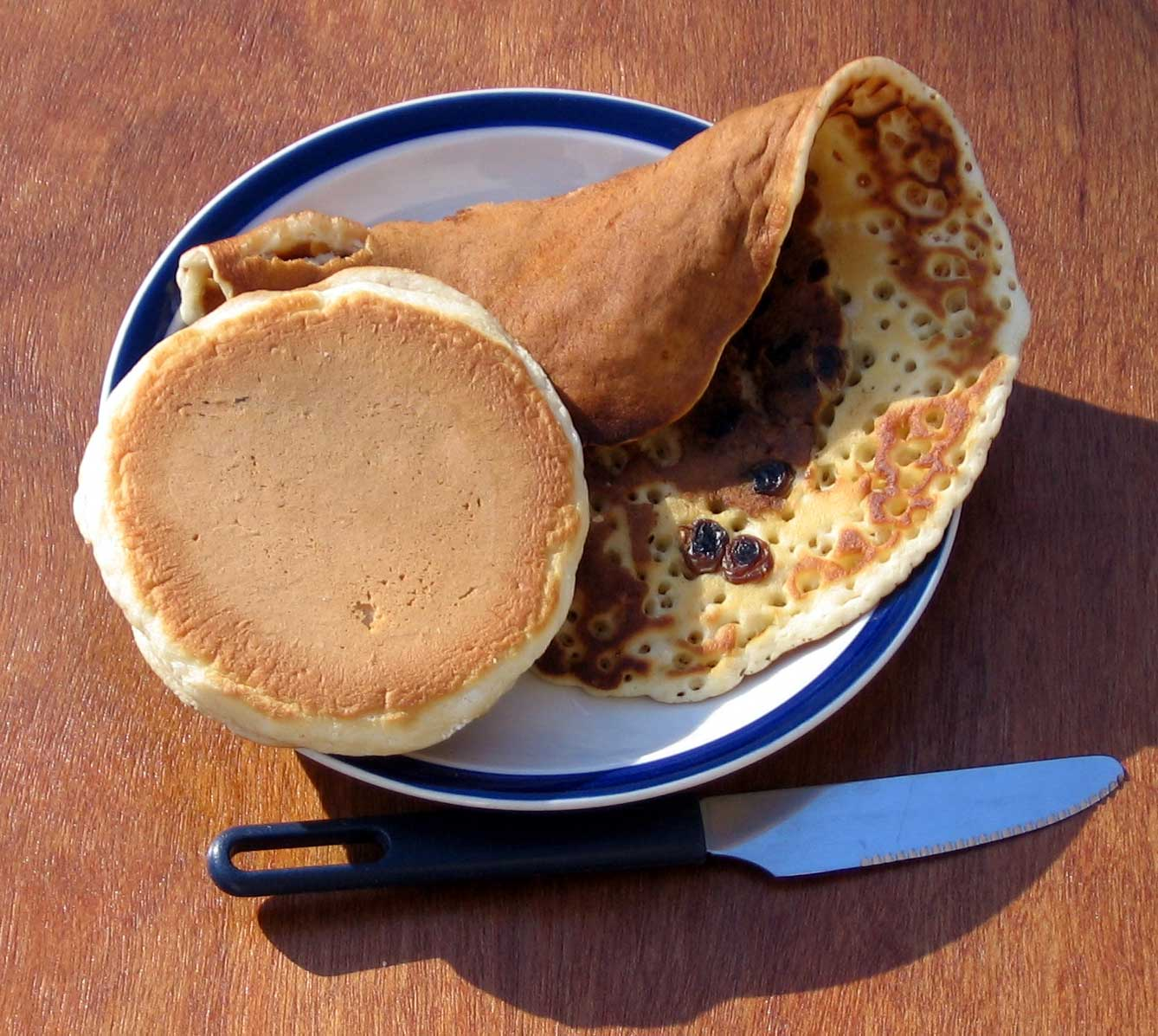
Bánh nướng chảo và trái cây gàn

Bánh nướng chảo (còn gọi là bánh nướng chảo Scotch hoặc bánh nướng chảo Scotland) giống kiểu Mỹ hơn. Ở các vùng của Scotland, chúng cũng được gọi là drop scones hoặc dropped scones. Chúng được làm từ bột mì, trứng, đường, bơ sữa hoặc sữa, muối, bicarbonate soda và kem của cao răng. Nhỏ hơn bánh xèo Mỹ hoặc Anh khoảng 3,5 in / 9   Đường kính cm, chúng được tạo ra bằng phương pháp truyền thống thả bột vào vỉ nướng (một dầm ở Northumberland hoặc ở Scots). Chúng có thể được phục vụ với mứt và kem hoặc chỉ với bơ. Ở Scotland, bánh thường được phục vụ tại teatime.

##### Xứ Wales

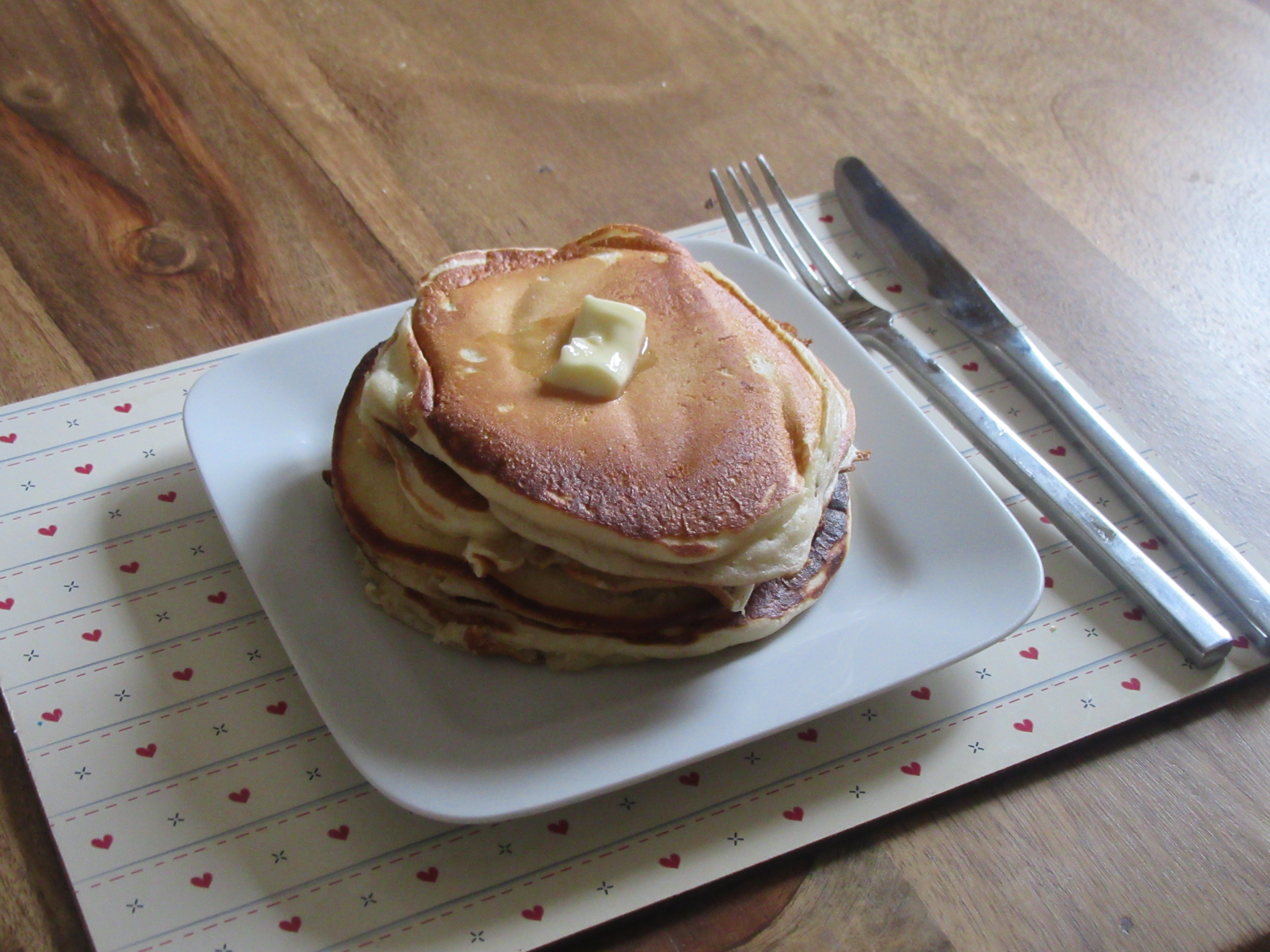
Crempog

Bánh nướng chảo xứ Wales, được gọi là crempog, ffroes và các tên khác, khác nhau đáng kể. Nói chung, chúng dày và xếp chồng lên nhau để tạo thành một chiếc bánh giả cao, nhưng một số rất giống bánh nướng chảo của Mỹ, một số khác có thể được làm bằng men (gọi là crempog furum) hoặc bột yến mạch (mặc dù điều này cũng đúng với người Mỹ bánh kếp) và một số giống như bánh nướng chảo Scotch. Crumpets và pikelets đôi khi được coi là bánh nướng chảo.

#### Hy Lạp
Bánh nướng chảo Hy Lạp được gọi là tiganites (τηγαίτες, từ tiếng Hy Lạp cổ đại τηγαίτηςίτης) và phổ biến trên khắp Hy Lạp và Síp. Chúng hơi dày hơn crêpes và có thể ngọt hoặc mặn. Thành phần chính của chúng là bột mì, dầu ô liu hoặc bơ, sữa và trứng. Chúng thường được ngâm với mật ong và quế, và đôi khi được phủ phô mai, các loại hạt, trái cây hoặc rau quả. Các cửa hàng nhỏ khác nhau ở Síp được gọi là creperies bán bánh crepe, cả các loại mặn hoặc ngọt. Tiganites có thể được phục vụ cho bữa sáng hoặc món tráng miệng, và ở một số nơi như Corfu và Patras thường được phục vụ trong những ngày lễ của Saint Spyridon và Saint Andrew. Ở Síp, công thức làm bánh nướng chảo được sử dụng cho một món ăn tương tự như Genoese cannelloni   - thịt xay với sốt cà chua, phô mai, và đôi khi sốt bechamel   - thay vì mì ống khô truyền thống cannelloni được bán tại các siêu thị.

#### Hungary

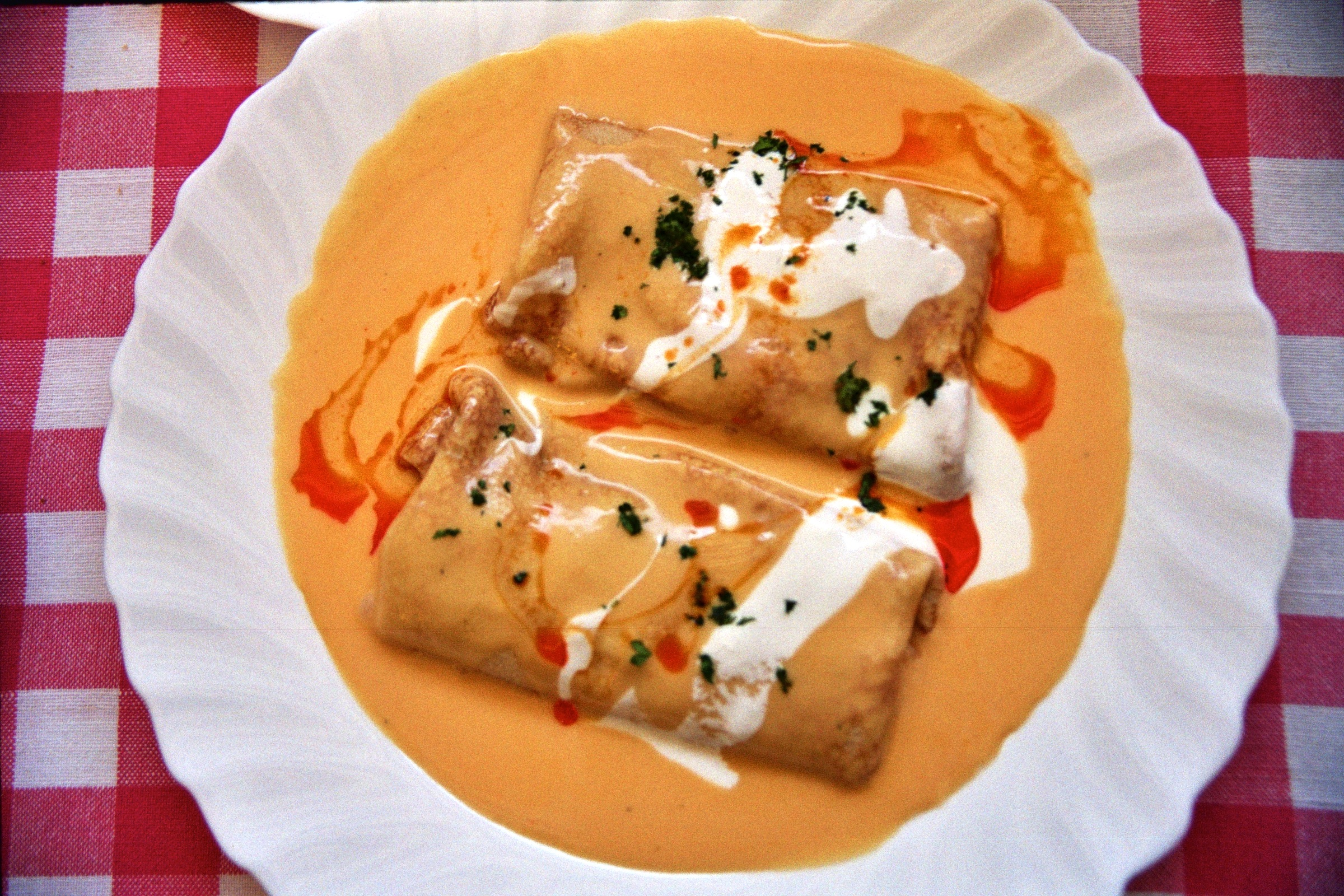
Hortobágyi palacsinta

Ở Hungary, bánh nướng chảo được gọi là palacsinta (có nguồn gốc từ placenta trong tiếng Latinh) được làm từ bột mì, sữa hoặc nước có ga, đường và trứng. Rượu ngọt có thể được thêm vào bột. Chất làm đầy thường là mứt, quả óc chó có đường và hạt anh túc hoặc hạt anh túc, phô mai có đường, ca cao có đường, hoặc bột quế, nhưng thịt và nấm cũng được sử dụng (xem Hortobágyi palacsinta). Gundel palacsinta là một loại bánh nướng chảo Hungary nhồi với quả óc chó, vỏ, nho khô và rượu rum được phục vụ trong nước sốt sô cô la và thường được flambée. Bánh nướng chảo Hungary được phục vụ như một món ăn chính hoặc như một món tráng miệng.

#### Iceland

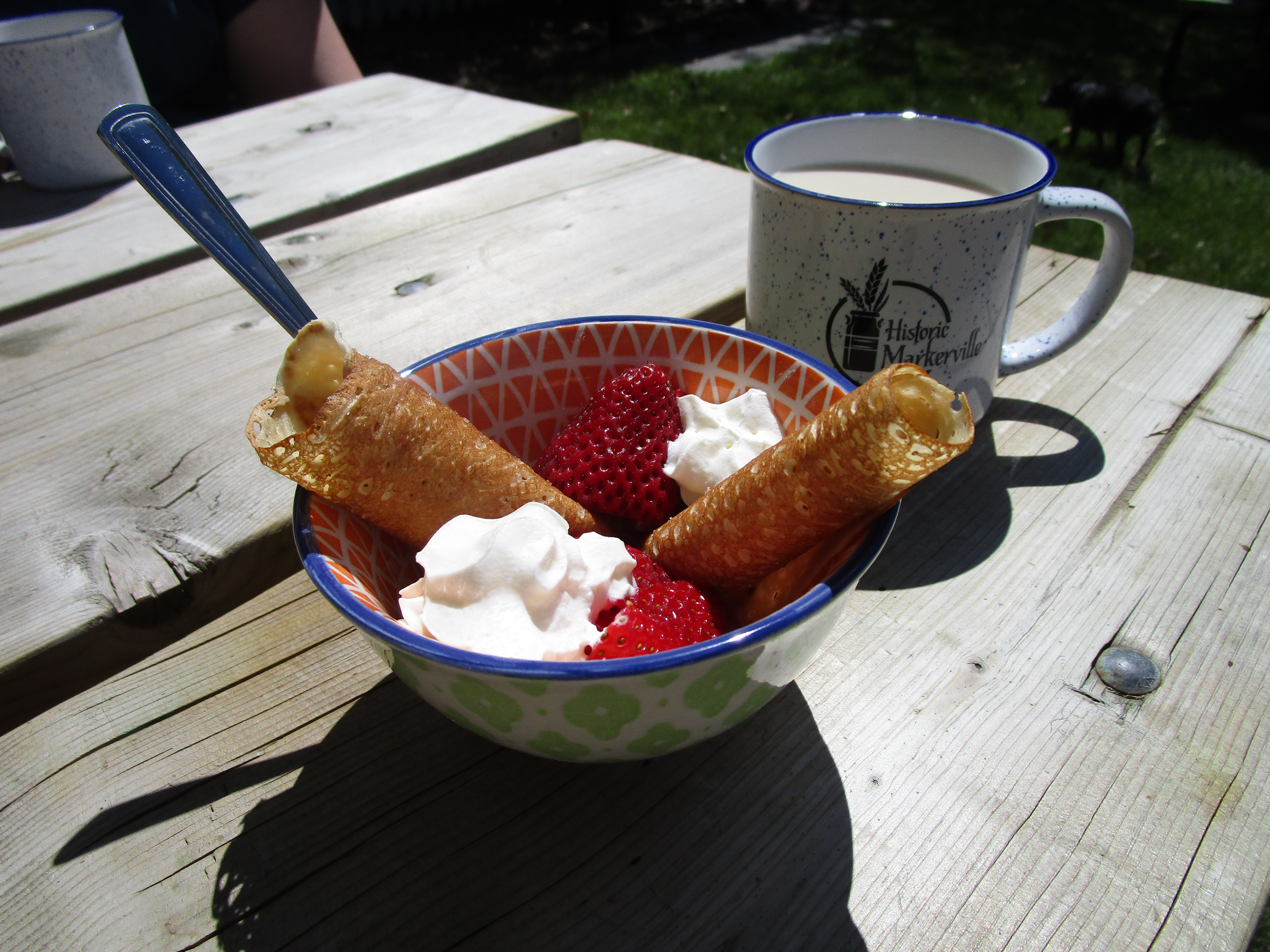
Pönnukaka cán

Bánh nướng chảo giống như bánh crepe của Iceland được gọi là pönnukaka (pl. Pönnukökur), trong khi bánh nướng chảo nhỏ hơn, dày hơn và dày hơn giống như bánh nướng chảo Bắc Mỹ được gọi là lumma hoặc skonsa. Bánh nướng chảo thường có màu nâu hơn một chút so với bánh truyền thống của Thụy Điển. Pönnukökur thường được nấu trên một chiếc bánh nướng chảo đặc biệt của Iceland, được chế biến để có được chiếc bánh càng mỏng càng tốt, theo truyền thống không bao giờ được rửa hoặc rửa, ngay cả với nước. Theo truyền thống, Pönnukökur được phục vụ cuộn với đường hoặc gấp với mứt và kem, nhưng nếu ăn tại một quán cà phê, họ có thể chứa kem thay thế. Pönnukökur cũng là một món tráng miệng phổ biến ở Bắc Mỹ trong số những người gốc Iceland.
Ở Iceland, bánh nướng chảo kiểu Bắc Mỹ được cắt làm đôi và được sử dụng làm bánh mì sandwich, tương tự như bánh mì dẹt Iceland.

#### Hà Lan

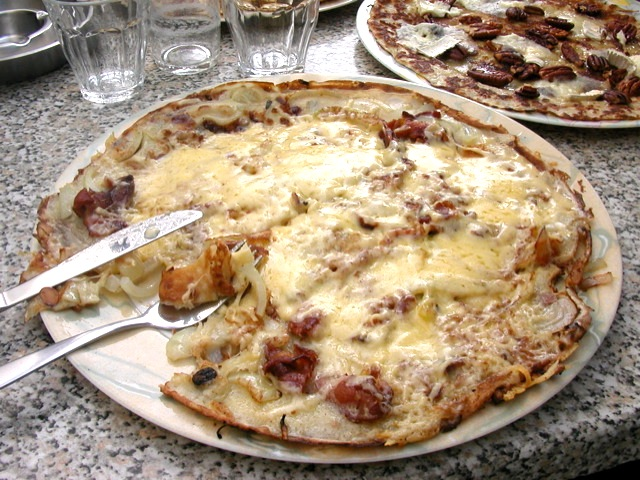
Pannenkoek với thịt xông khói và phô mai Gouda

Ở Hà Lan, bánh nướng chảo được gọi là pannenkoeken và chủ yếu được ăn vào bữa trưa và bữa tối. Nhà hàng bánh nướng chảo là phổ biến với các gia đình và phục vụ nhiều loại ngọt, mặn và nhồi. Pannenkoeken hơi dày hơn crêpes và thường khá lớn, đường kính 12 in (30 cm) hoặc hơn. Bột được làm từ trứng và chất độn bao gồm các mặt hàng như táo cắt lát, phô mai, giăm bông, thịt xông khói và kẹo gừng, một mình hoặc kết hợp. Stroop, một loại xi-rô dựa trên củ cải đường dày như mật đường cũng rất phổ biến, đặc biệt là trong một loại thịt xông khói và thịt xông khói cổ điển. Poffertjes là một loại bánh mì nhanh khác của Hà Lan, tương tự như bánh nướng chảo Mỹ nhưng ngọt hơn và nhỏ hơn nhiều. Được làm trong một cái chảo bằng đồng hoặc gang đặc biệt, chúng được lật một lần bằng nĩa. Không giống như bánh nướng chảo Hà Lan, bột bánh cho poffertjes chứa bột nở và do đó chúng có phần bên trong mềm hơn bánh kếp. Spekdik là một loại thực phẩm giống như bánh kếp thường được ăn ở các tỉnh Groningen và Drenthe ở Hà Lan vào dịp năm mới. Không giống như bánh nướng chảo, một spekdik được nấu bằng máy nướng bánh quế. Các thành phần chính của một spekdik là xi-rô, trứng và bột lúa mạch đen, và một số loại bao gồm thịt xông khói.

#### Ba Lan

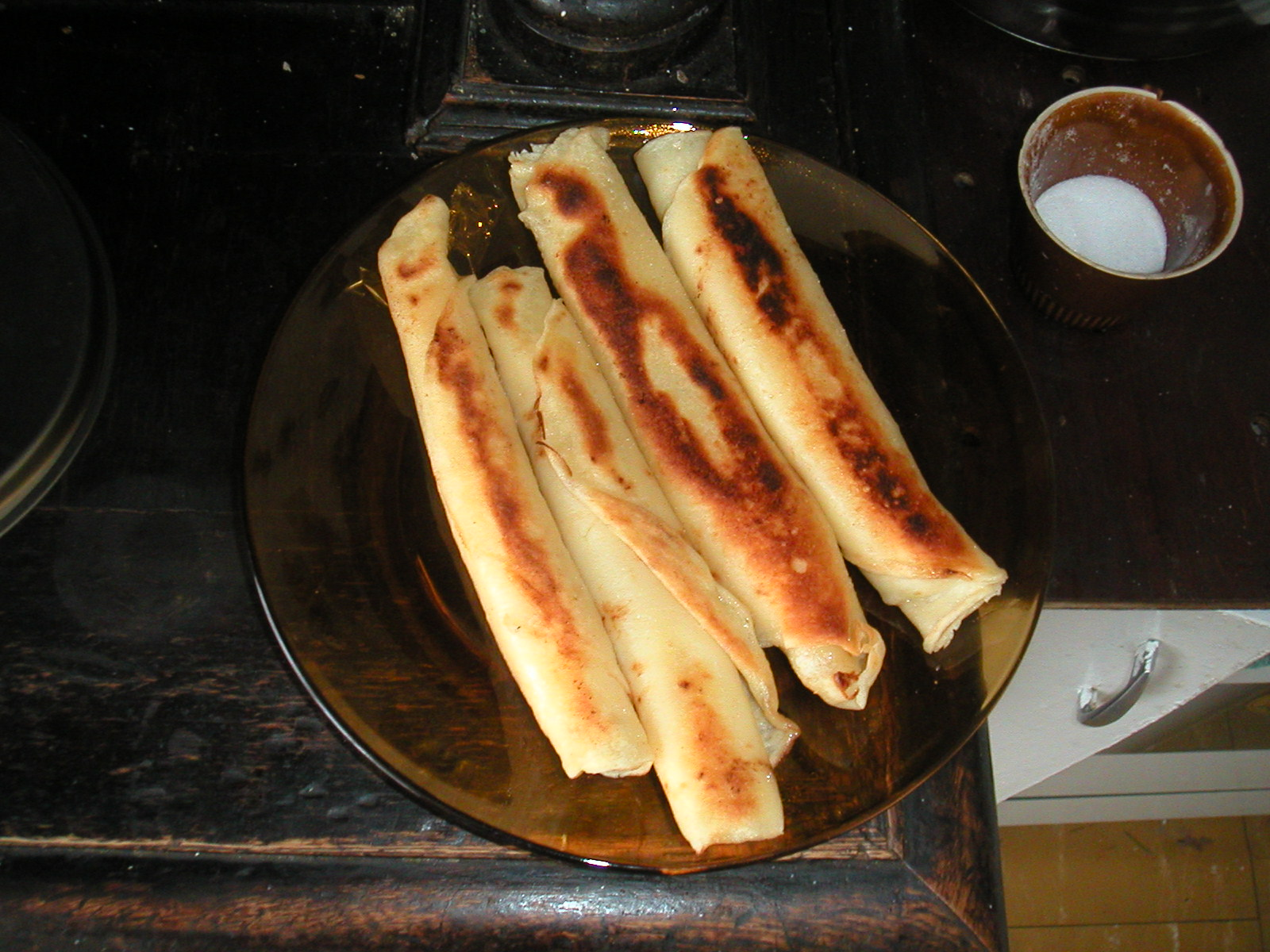
Naleśniki Ba Lan làm tại nhà chứa đầy phô mai trắng ngọt ngào

Ở Ba Lan, bánh nướng chảo kiểu crêpe mỏng được gọi là naleśniki (phát âm là naleshniki). Chúng thường được cuộn và phục vụ với nhiều loại nhân mặn hoặc ngọt như một món ăn chính hoặc một món tráng miệng. Chất độn ngọt bao gồm trái cây tươi (ví dụ quả mâm xôi), mứt (thường là mứt táo) và phô mai trắng mềm với đường. Trám mặn bao gồm rau xào, gà rán, thịt băm, rau bina và một loạt các thành phần được thêm vào như khoai tây, nấm, bắp cải hoặc giăm bông. Một món ăn Ba Lan khác lắp ráp lại bánh kếp là racuchy. Chúng nhỏ hơn và dày hơn naleśniki và có thể được nhồi bằng những lát táo.

#### Tây Ban Nha

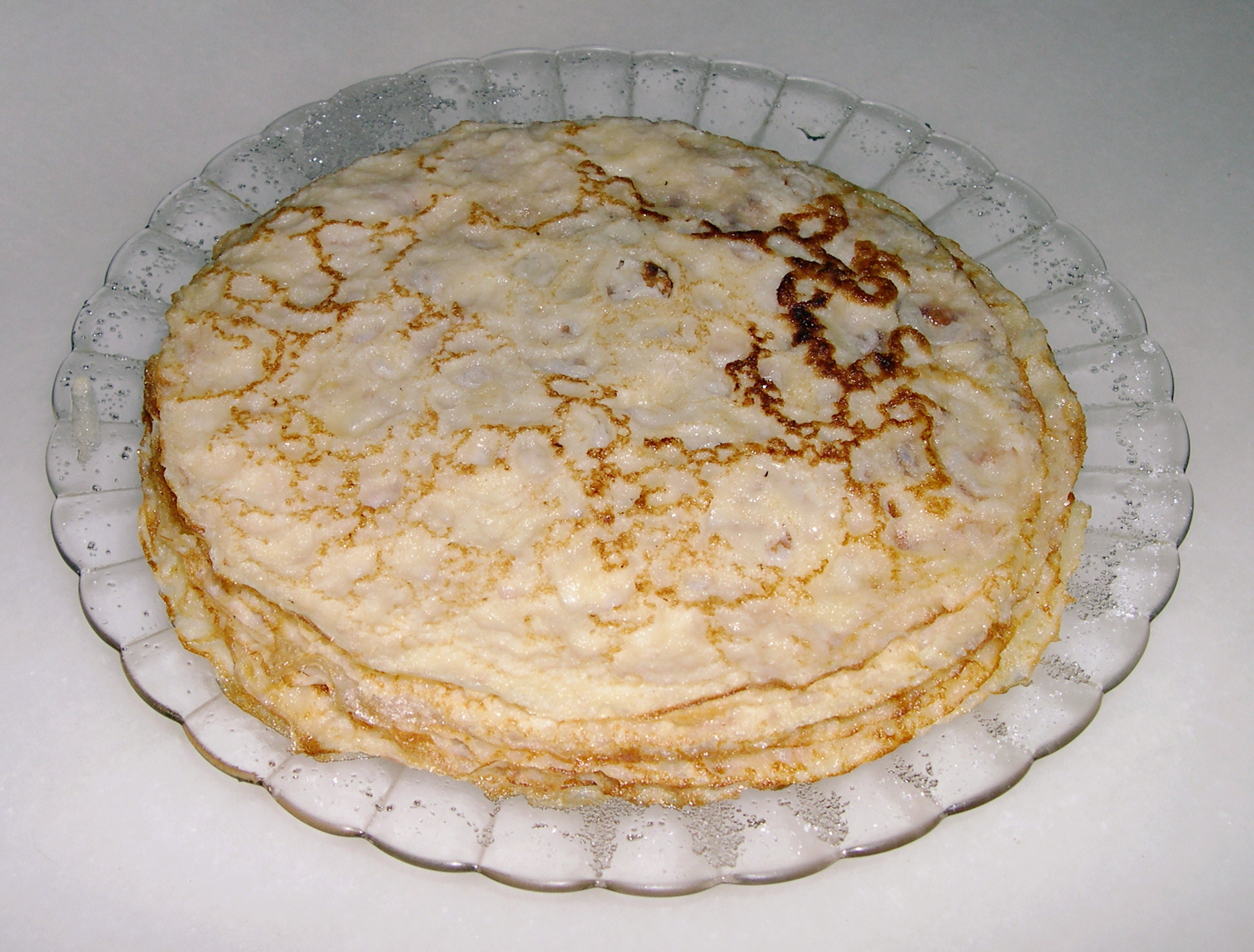
Frixuelos

Bánh nướng chảo Tây Ban Nha được gọi là frixuelos hoặc filloas và rất phổ biến ở phía tây bắc của Tây Ban Nha. Chúng được làm từ bột mì, sữa và trứng. Chúng mỏng và thường được phục vụ với một lượng lớn đường hoặc mật ong. Chúng là một món tráng miệng ngọt tiêu biểu của Carnival ở Galicia, Asturias và León.

#### Thụy Điển, Na Uy

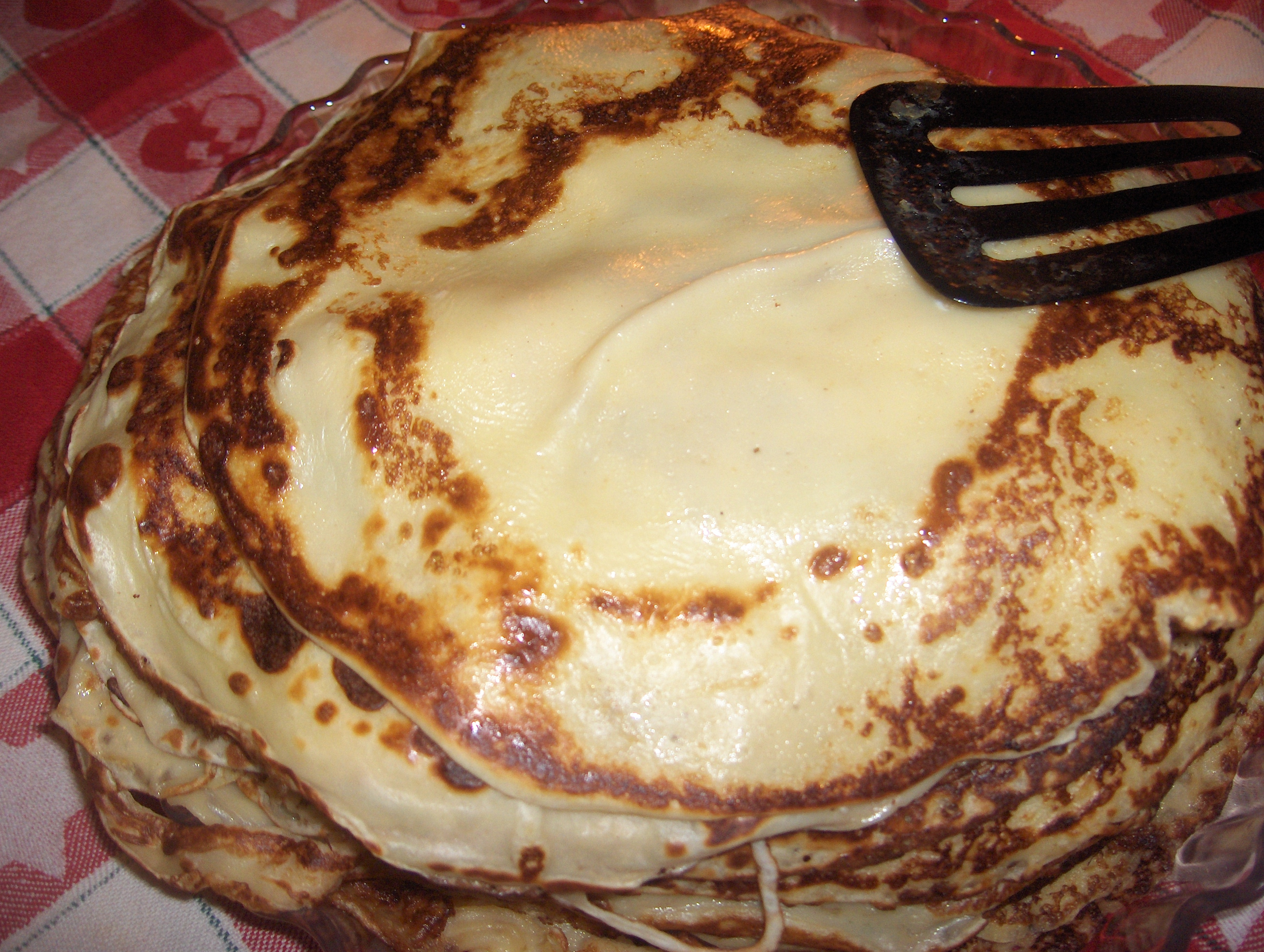
Bánh nướng chảo Bắc Âu

Bánh nướng chảo Bắc Âu tương tự như bánh crêpe kiểu Pháp. Ở một số nước Bắc Âu, chúng được phục vụ với mứt hoặc trái cây, đặc biệt là lingonberries (hoặc bơ từ trái cây đó) như một món tráng miệng với nhiều loại nhân mặn. Các biến thể truyền thống của Thụy Điển có thể là kỳ lạ. Bên cạnh bánh nướng chảo mỏng thông thường, được gọi là pannkakor, mà giống với bánh crepe Pháp và, thường ăn kèm với kem và mứt, theo truyền thống ăn cho bữa ăn trưa ngày thứ năm với súp đậu Hà Lan, các món ăn Thụy Điển cũng có plättar - bánh nướng chảo rất nhỏ, mà giống bánh nướng chảo Anh tí hon, và thường được chiên trong một cái chảo đặc biệt gọi là "plättlagg", một loại chảo rán có vết lõm để cho phép một vài (thường là bảy) được làm cùng một lúc. Một loại bánh nướng chảo khác là ugnspannkaka (bánh nướng chảo nướng lò), rất dày và giống với bánh nướng chảo Đức, và được nướng trong lò nướng. Ngoài ra còn có một biến thể bao gồm thịt lợn chiên trong bột, fläskpannkaka (bánh nướng chảo thịt lợn). Bánh nướng chảo khoai tây được gọi là raggmunk chứa khoai tây sống cắt nhỏ, và có thể chứa các loại rau khác (đôi khi bột bánh nướng chảo được bỏ qua, tạo ra rårakor). Raggmunk và rårakor theo truyền thống được ăn với vỏ lợn và mứt lingonberry. Một loại bánh pancake đặc biệt của Thụy Điển là bánh nướng chảo nghệ tây từ Gotland, được làm bằng nghệ tây và gạo, nướng trong lò nướng. Người ta thường thêm nước chanh vào đường để tăng thêm hương vị. Bánh nướng chảo thường được phục vụ sau một món súp. Một "bánh nướng chảo Thụy Điển" đặc biệt khác là äggakaka (bánh trứng), còn được gọi là skånsk äggakaka (bánh trứng Scanian), gần giống như một chiếc bánh xèo Thụy Điển thông thường nhưng nó dày hơn rất nhiều và cũng khó chế biến hơn do nguy cơ bị cháy.. Nó được làm trong chảo rán, dày khoảng 1 đến 2 inch, và được phục vụ với lingonberries và thịt xông khói. Loại của Na Uy thường được ăn vào bữa tối, theo truyền thống với thịt xông khói, mứt (thường là quả việt quất) hoặc đường.

### Bắc Mỹ

#### Costa Rica
Chorreadas Costa Rico tương tự như bộ đệm.

#### Guatemala
Bánh nướng chảo Guatemala được gọi là panqueques. Chúng được làm với các thành phần tương tự như bánh nướng chảo Mỹ. Phần toppings thường là trái cây và mật ong. Họ là một bữa ăn sáng rất phổ biến ở Guatemala. Tùy thuộc vào khu vực, panqueque có thể mỏng như một chiếc bánh crêpe hoặc mịn như một chiếc bánh kếp Bắc Mỹ.

#### Mexico
Bánh nóng Mexico cũng tương tự như bánh nướng chảo của Mỹ. Crêpe trở nên phổ biến vào cuối thế kỷ 19 sau khi được người Pháp giới thiệu vào khoảng giữa Cuộc Can thiệp Pháp đầu tiên (1838) và Can thiệp thứ hai của Pháp ở Mexico (1861-67). Bánh nóng thường được làm bằng bột ngô, cũng như, hoặc thay vì bột mì. Bánh nóng là mặt hàng ăn sáng phổ biến tại các nhà hàng trong cả nước, và thường được bán bởi những người bán hàng rong ở các thành phố và trong các lễ kỷ niệm của các thị trấn trong ngày. Chúng cũng được bán trong các hội chợ; các nhà cung cấp bán một chiếc bánh nướng duy nhất đứng đầu với các loại nước sốt khác nhau như sữa đặc, mứt trái cây hoặc một loại sữa dê ngọt được gọi là cajeta.

#### Hoa Kỳ và Canada
Bánh nướng chảo của Mỹ và Canada (đôi khi được gọi là hotcake, griddlecake, hoặc flapjack) thường được phục vụ vào bữa sáng, trong một chồng hai hoặc ba, đứng đầu với thực tế hay nhân tạo siro phong và bơ. Chúng thường được phục vụ với các mặt hàng khác như thịt xông khói, bánh mì nướng, trứng hoặc xúc xích. Các lựa chọn thay thế topping phổ biến khác bao gồm mứt, bơ đậu phộng, các loại hạt, trái cây, mật ong, đường bột, kem đánh bông, xi-rô mía, quế và đường, và mật mía. Ngoài ra, khi một chiếc bánh kếp đôi khi được phục vụ như một món tráng miệng, các loại toppings như kem lạnh, siro socola, và các loại trái cây khác nhau thường được sử dụng.
Bột bánh dày chứa trứng, bột mì, sữa và một chất men như bột nở. Bột bánh có thể có các thành phần như buttermilk, quả việt quất, dâu tây, chuối, táo, sô cô la chip, phô mai, hoặc đường được thêm vào. Các loại gia vị như quế, vani và hạt nhục đậu khấu cũng có thể được sử dụng. Sữa chua có thể được sử dụng để cung cấp cho bánh nướng chảo một độ nhất quán tương đối ẩm. Bánh nướng chảo có thể là ⅓ inch (1   cm) dày và thường giữa 4 inch (10 cm) và 10 inch (25 cm) đường kính.

##### Các loại bánh nướng chảo của Mỹ và Canada
Bannock là phổ biến cho hầu hết các dân tộc đầu tiên của Bắc Mỹ. Phiên bản châu Âu (Scotland) đã được truyền thống làm bằng bột yến mạch. Bannock của người Bắc Mỹ bản địa được làm từ ngô, bột hạt và bột thực vật. Mỗi vùng có biến thể riêng của bột và trái cây. Ngày nay, bannock thường được chiên sâu, chiên và nướng bằng lò nướng.
Johnnycake (cũng là jonnycake, bánh johnny, journeycake hay Bánh mì Johnny) là một loại bánh bột ngô là một loại thực phẩm chủ yếu của Mỹ, và vẫn được ăn ở Tây Ấn và Bermuda. Johnnycake hiện đại được xác định rập khuôn với các loại thực phẩm Rhode Island ngày nay, mặc dù chúng là một yếu tố văn hóa ở tất cả miền bắc Hoa Kỳ. Một johnnycake hiện đại là cháo bột ngô, được chiên được làm từ bột ngô màu vàng hoặc trắng trộn với muối và nước nóng hoặc sữa, và thường xuyên ngọt nhẹ.
Yaniqueques hoặc yanikeke là một phiên bản Cộng hòa Dominican của johnnycake. Chúng là một loại bánh mì chiên chứ không phải là bánh nướng chảo, và là một món ăn bãi biển phổ biến.
Bột chua được sử dụng bởi những người tìm kiếm và tiên phong để làm bánh nướng chảo mà không phải mua men. Các nhà tiên tri sẽ mang theo một nồi bột chua để làm bánh kếp và bánh mì, vì nó có thể kéo dài vô tận, chỉ cần bột và nước để bổ sung. Bánh nướng chảo chua là một đặc sản đặc biệt ở Alaska. Chúng cũng được tìm thấy trong nhiều nhà hàng bán bánh nướng chảo Mỹ và nhà hàng ở những nơi khác ở Mỹ.
Một chiếc bánh nướng chảo bạc đô la đề cập đến một chiếc bánh nướng chảo khoảng hai đến ba inch (5 đến 7 cm) đường kính, hoặc chỉ lớn hơn một chút so với đồng xu bạc trước năm 1979 ở Hoa Kỳ. Điều này thường được thực hiện bằng cách chiên một thìa nhỏ bột bánh giống như bất kỳ loại bánh nướng chảo khác nào. Một khẩu phần thường bao gồm năm đến mười bánh nướng chảo bạc dô.
Bánh nướng chảo Đức hoặc bánh nướng chảo trẻ em Hà Lan được phục vụ trong các nhà bánh nướng chảo Mỹ có hình bát. Chúng được ăn với chanh và đường bột, mứt, hoặc táo caramel, cũng như rán. Một chiếc bánh nướng chảo của David Eyre là một biến thể của chiếc bánh nướng chảo Đức được đặt theo tên của nhà văn và biên tập viên người Mỹ David W. Eyre (1912 Quay2008).
Toutons là những chiếc bánh nướng chảo nhỏ, cao truyền thống ở Newfoundland. Chúng thường được phục vụ với mật đường đen.

### Châu Đại Dương

#### Úc và New Zealand
Ở Úc và New Zealand, bánh nướng chảo nhỏ (đường kính khoảng 75 mm) được gọi là pikelets cũng được ăn. Theo truyền thống, chúng được phục vụ với mứt hoặc kem đánh bông, hoặc chỉ với bơ, vào buổi trà chiều, nhưng cũng có thể được phục vụ tại trà buổi sáng. Chúng được làm bằng sữa, bột tự nâng, trứng và một lượng nhỏ đường.
Trong một số vòng tròn ở New Zealand, bánh nướng chảo rất mỏng, giống như crêpe hoặc bánh nướng chảo Anh (đường kính khoảng 20 cm [7,9 in]) được phục vụ với bơ, hoặc bơ và chanh, đường, sau đó cuộn lại và ăn.
Bánh nướng chảo kiểu Mỹ cũng rất phổ biến. Chúng được ăn vào bữa sáng hoặc như một món tráng miệng, với nước chanh và đường, bơ và xi-rô cây phong, trái cây hầm như dâu tây và kem, kem, hoặc mascarpone.

### Nam Mỹ

#### Brazil
Các bánh blinis Brazil kỳ lạ ([bɫiˈnis]) được làm từ hỗn hợp nước cốt dừa (leite de coco, [ˈlejtʃi dʒi ˈkoku]) và puba ([ˈpuβɐ]), một loại bột nhão được chiết xuất từ sắn lên men, nổi tirrngd nhất trong các món ăn của khu vực phía Bắc và Đông Bắc và tương đối xa lạ ở những nơi khác. Sản phẩm tạo ra nhiều nước hơn, làm đầy và có hương vị mạnh mẽ hơn trân châu chưa lên men và nên cẩn thận khi cuộn bánh nướng chảo nếu muốn vì nó rất dễ vỡ. panqueca phổ biến bao gồm bơ nóng chảy và các loại phổ biến của panqueca làm đầy, nhưng công thức nấu ăn sáng tạo có thể phát sinh, chẳng hạn như lasagne giả.

#### Colombia và Venezuela
Cachapa là bánh kếp ngô, phổ biến trong ẩm thực Venezuela.
Ở Colombia, một loại có cách chế biến tương tự với cachapas là "arepa de choclo" (sweetcorn arepa).

## Chuỗi nhà hàng

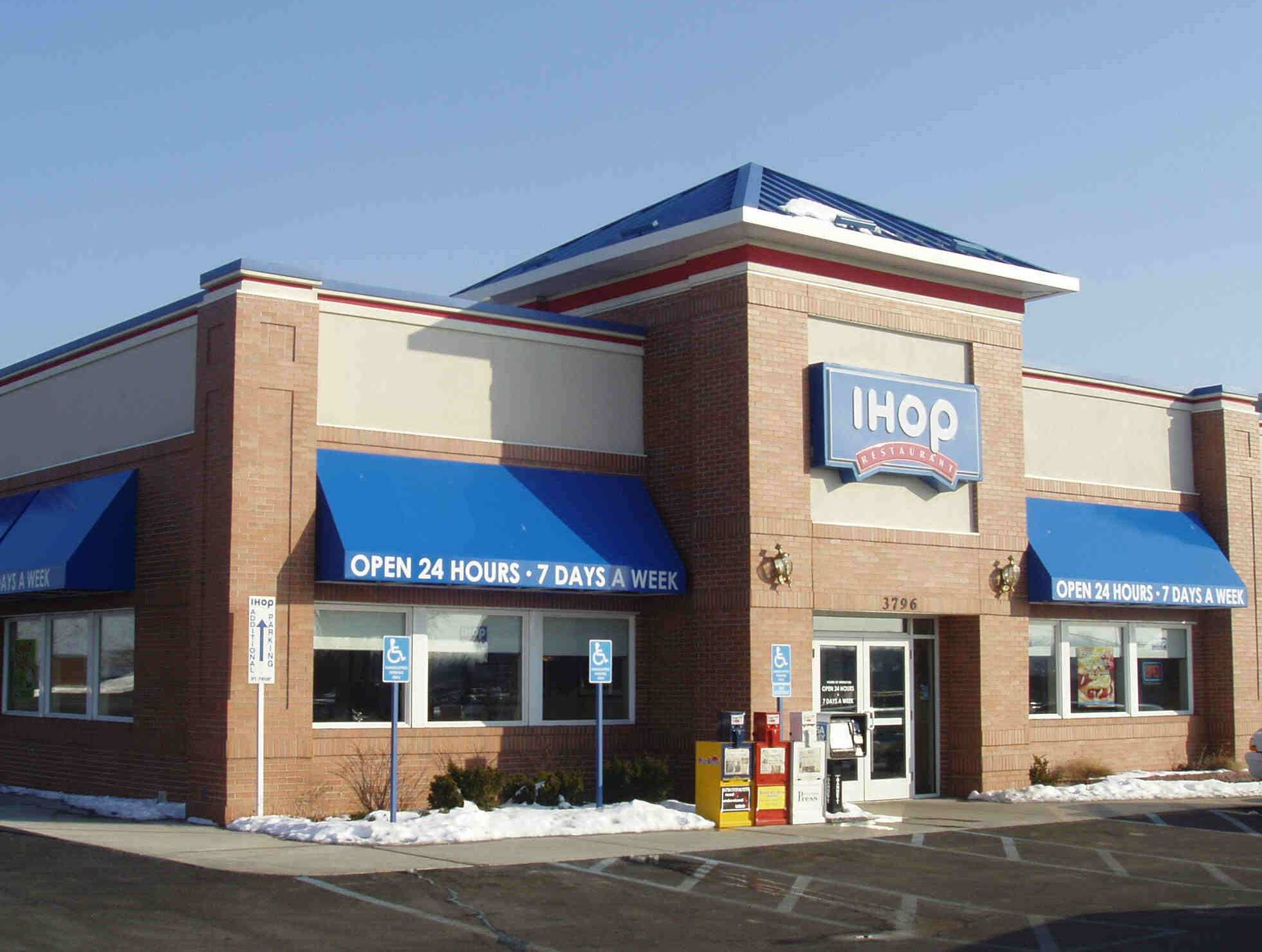
Một nhà hàng IHOP ở Poughkeepsie, New York

Tại Mỹ, Mexico và Canada, chuỗi nhà hàng nhượng quyền International House of Pancakes (IHOP) phục vụ bánh kếp cả ngày. The Pancake House là một chuỗi nhà hàng bánh nướng chảo khác trên khắp Hoa Kỳ, và Walker Brothers là một chuỗi các nhà hàng bánh nướng chảo ở khu vực Chicago được phát triển dưới dạng nhượng quyền của The Original Pancake House.
Sự phổ biến của bánh nướng chảo ở Úc đã sinh ra các nhà hàng nhượng quyền Pancake Parlor và Pancakes on the Rocks. Tại British Columbia và Alberta, Canada, chuỗi nhà hàng De Dutch phục vụ món pannenkoeken kiểu Hà Lan và Flemish.

## Hội chứng bánh nướng chảo
Hội chứng bánh nướng chảo là một phản ứng dị ứng mà một số người mắc phải sau khi ăn bánh nướng chảo ở vùng nhiệt đới nơi một số con ve có thể làm nhiễm bẩn bột trong bánh nướng chảo.

## Ngày bánh nướng chảo

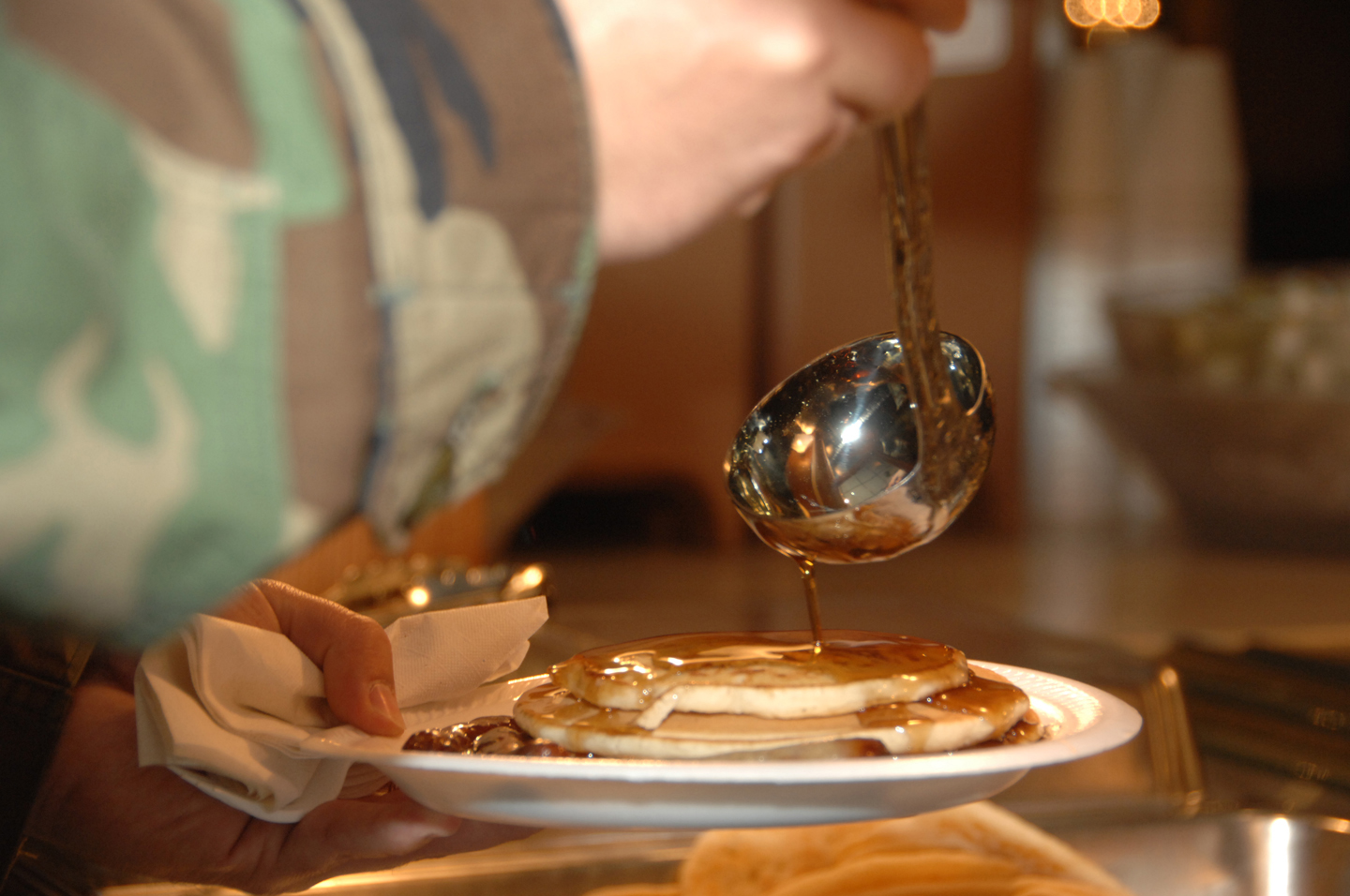
Bánh nướng chảo và siro tại một sự kiện thức ăn pancake

Bánh nướng chảo thường được ăn vào Thứ ba Shrove, được gọi là "Ngày bánh nướng chảo" ở Canada, Vương quốc Anh, Ireland, New Zealand, và Úc, và "Thứ ba bánh nướng chảo" ở Ireland và Scotland. (Thứ ba Shrove được biết đến nhiều hơn ở Hoa Kỳ, Pháp và các quốc gia khác như Mardi Gras hoặc Thứ ba béo.) Trong lịch sử, bánh nướng chảo được làm vào Thứ ba Shrove để phần cuối cùng của mỡ hoặc mỡ được sử dụng hết trước Mùa Chay. Không nên ăn các sản phẩm thịt trong Mùa Chay. 

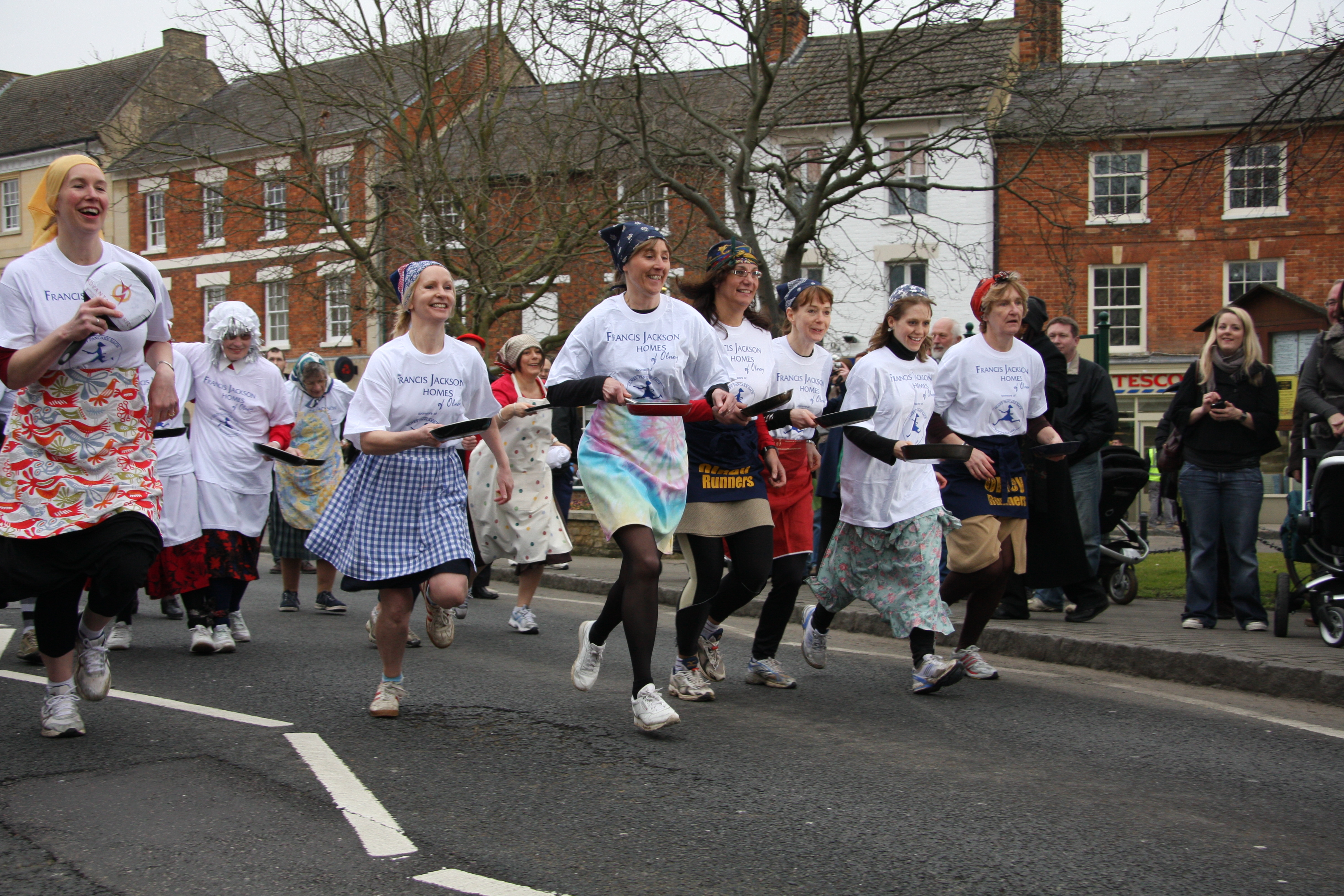
Một cuộc đua bánh nướng chảo ở Anh

Các sự kiện từ thiện và trường học được tổ chức vào Ngày bánh nướng chảo: trong một "cuộc đua bánh nướng chảo", mỗi người tham gia mang một chiếc bánh nướng chảo trong chảo rán. Tất cả những người chạy bộ phải ném bánh nướng chảo của họ khi họ chạy và bắt chúng trong chảo rán. Sự kiện này được cho là bắt nguồn từ Olney, Anh vào năm 1445 khi một bà nội trợ vẫn đang bận rán ăn bánh xèo trước khi ăn chay khi nghe tiếng chuông của Nhà thờ St Peter và St Paul gọi cô đến Dịch vụ Shishing. Háo hức đến nhà thờ, cô chạy ra khỏi nhà vẫn cầm chiếc chảo rán hoàn chỉnh với bánh kếp, quăng nó để tránh bị cháy, và vẫn đeo tạp dề và khăn trùm đầu. Mỗi thứ ba Shriver kể từ năm 1950, các thị trấn Olney  và Liberal, Kansas đã thi đấu trong Cuộc đua bánh kếp quốc tế. Chỉ phụ nữ địa phương có thể cạnh tranh; họ đua, và thời gian của họ được so sánh để xác định người chiến thắng quốc tế. Ở Olney, chủng tộc nữ chính được tăng cường bởi các chủng tộc dành cho học sinh địa phương và nam giới.
Cuộc đua bánh nướng chảo Nghị viện Vương quốc Anh diễn ra vào thứ ba hàng tuần, với các đội từ Hạ viện Anh, thượng viện và Đệ tứ quyền, tranh giành danh hiệu Nhà vô địch cuộc đua bánh nướng chảo quốc hội. Cuộc đua tiếp sức thú vị là nâng cao nhận thức về công việc của tổ chức từ thiện chấn thương não quốc gia, Rehab UK, và nhu cầu của những người bị chấn thương não mắc phải.

## Thư viện ảnh

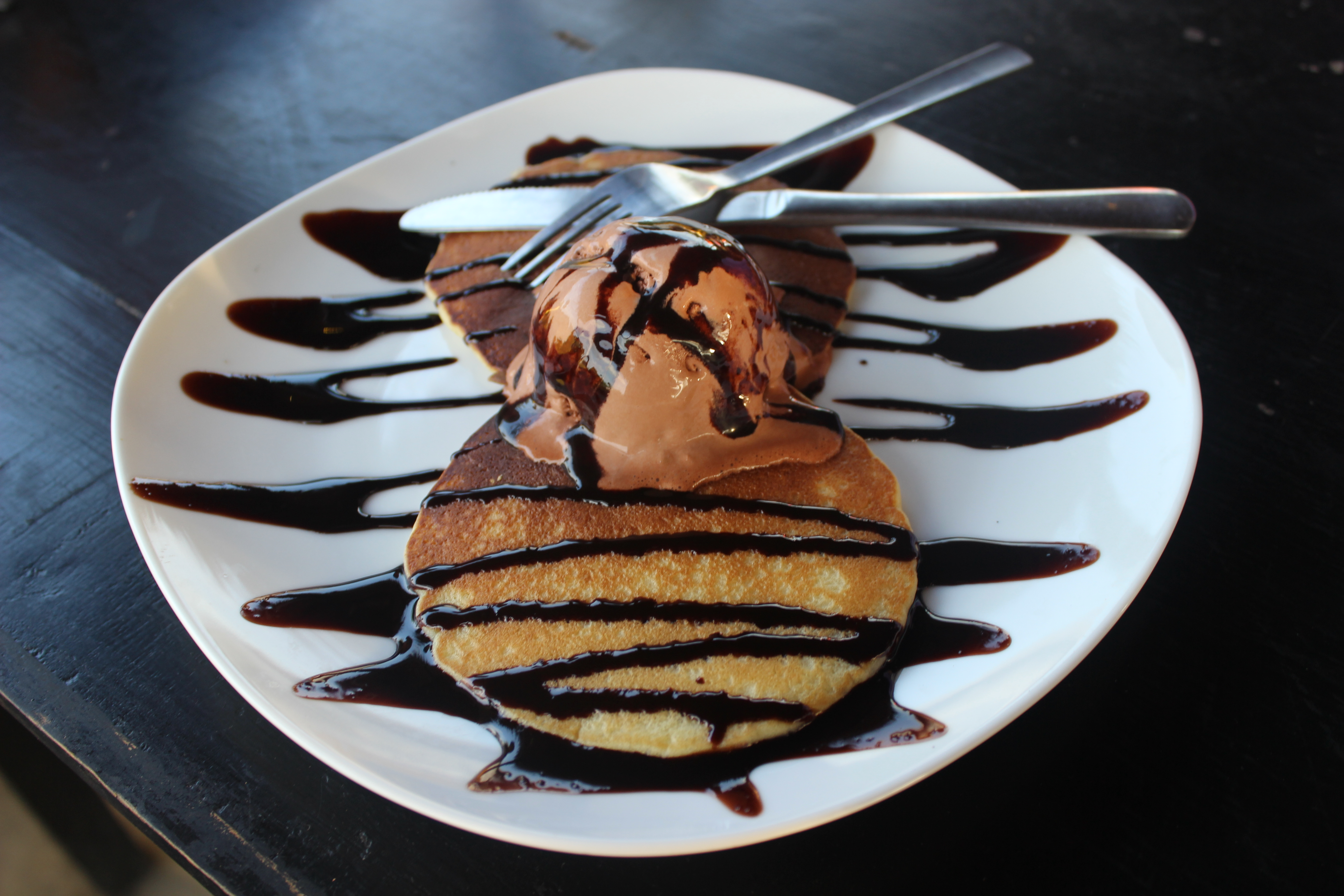
Bánh xèo Mỹ với sốt việt quất
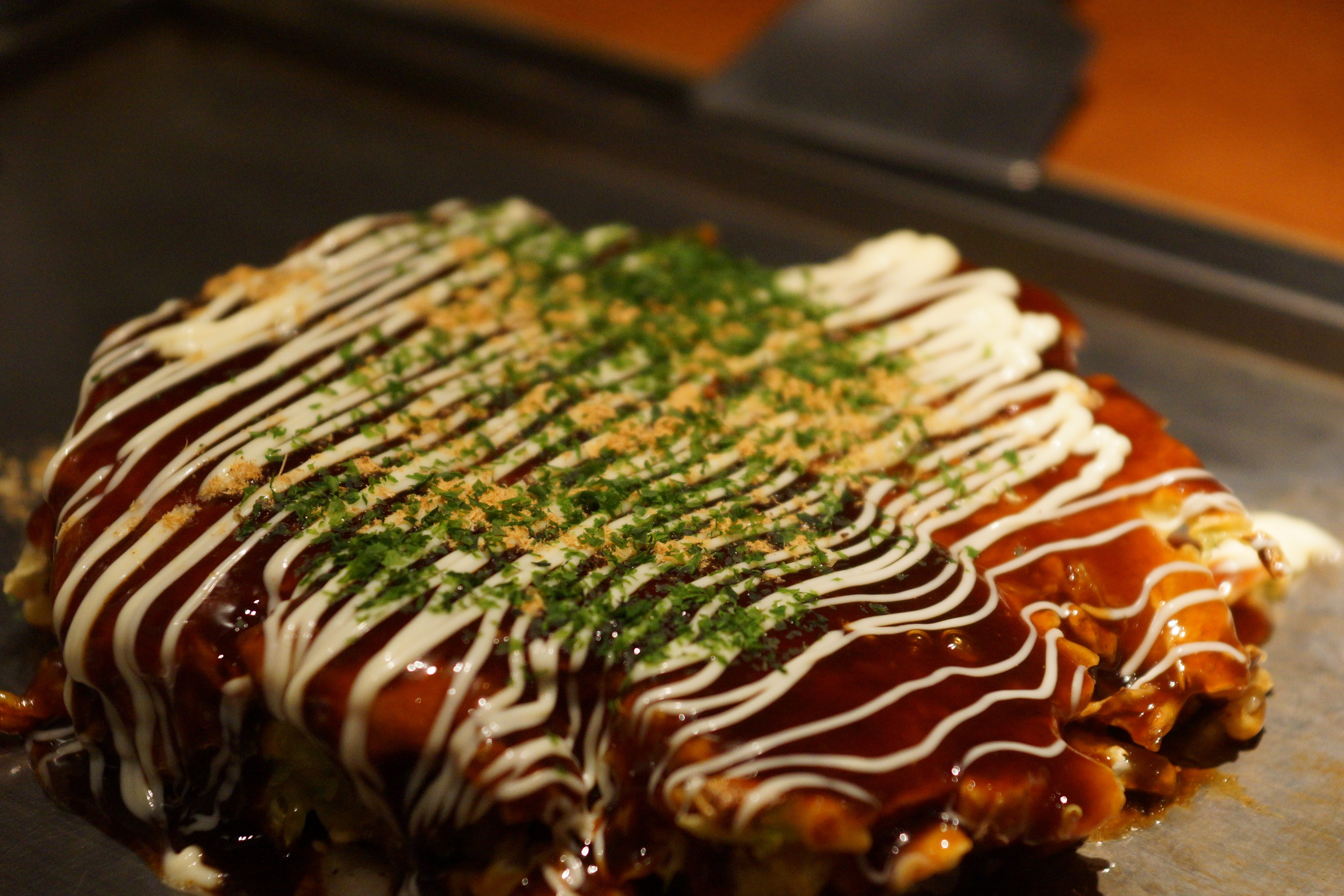
Okonomiyaki Nhật Bản, một loại bánh nướng chảo có chứa nhiều loại nguyên liệu
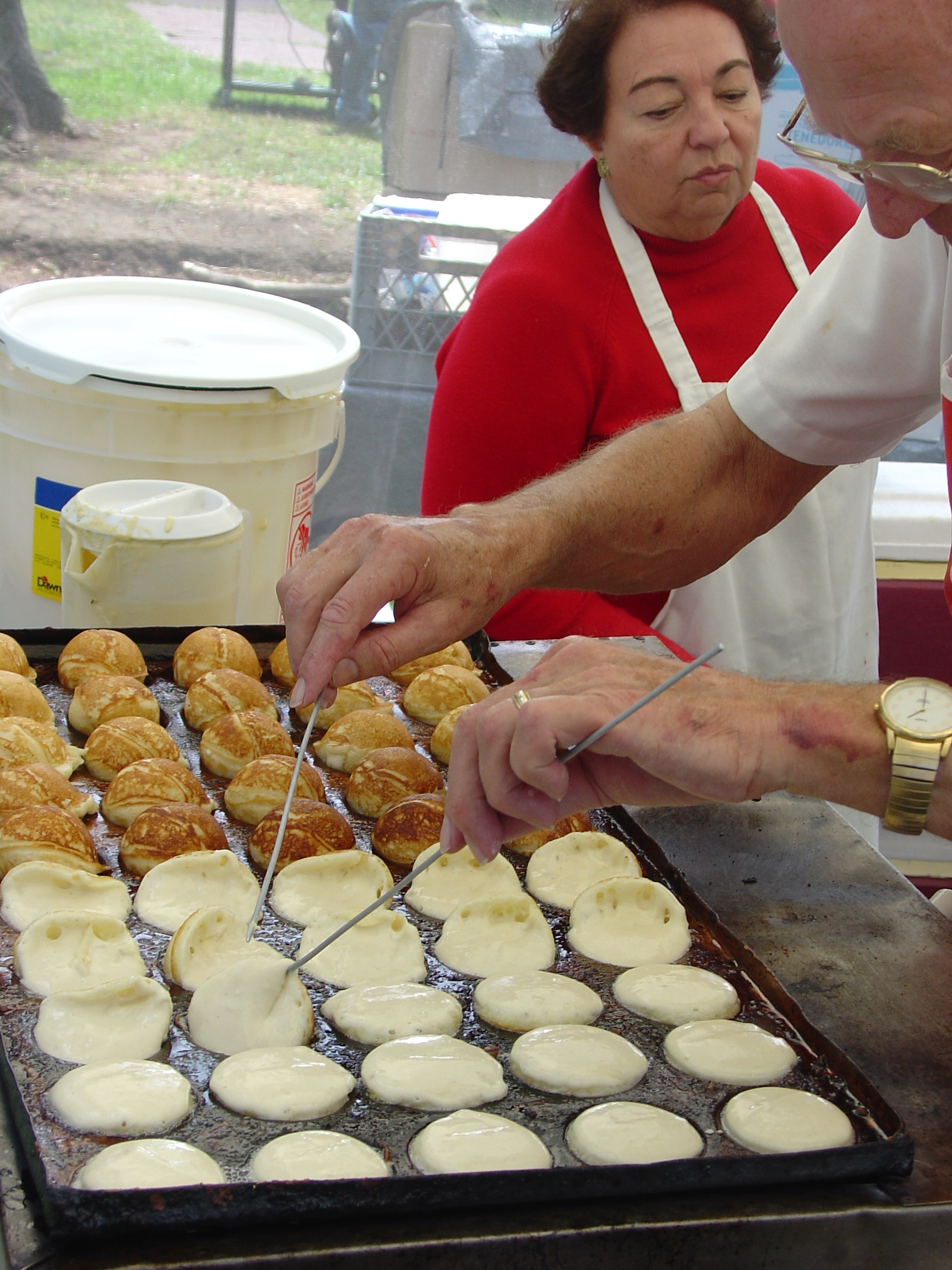
Æbledkiver Đan Mạch đang được chuẩn bị
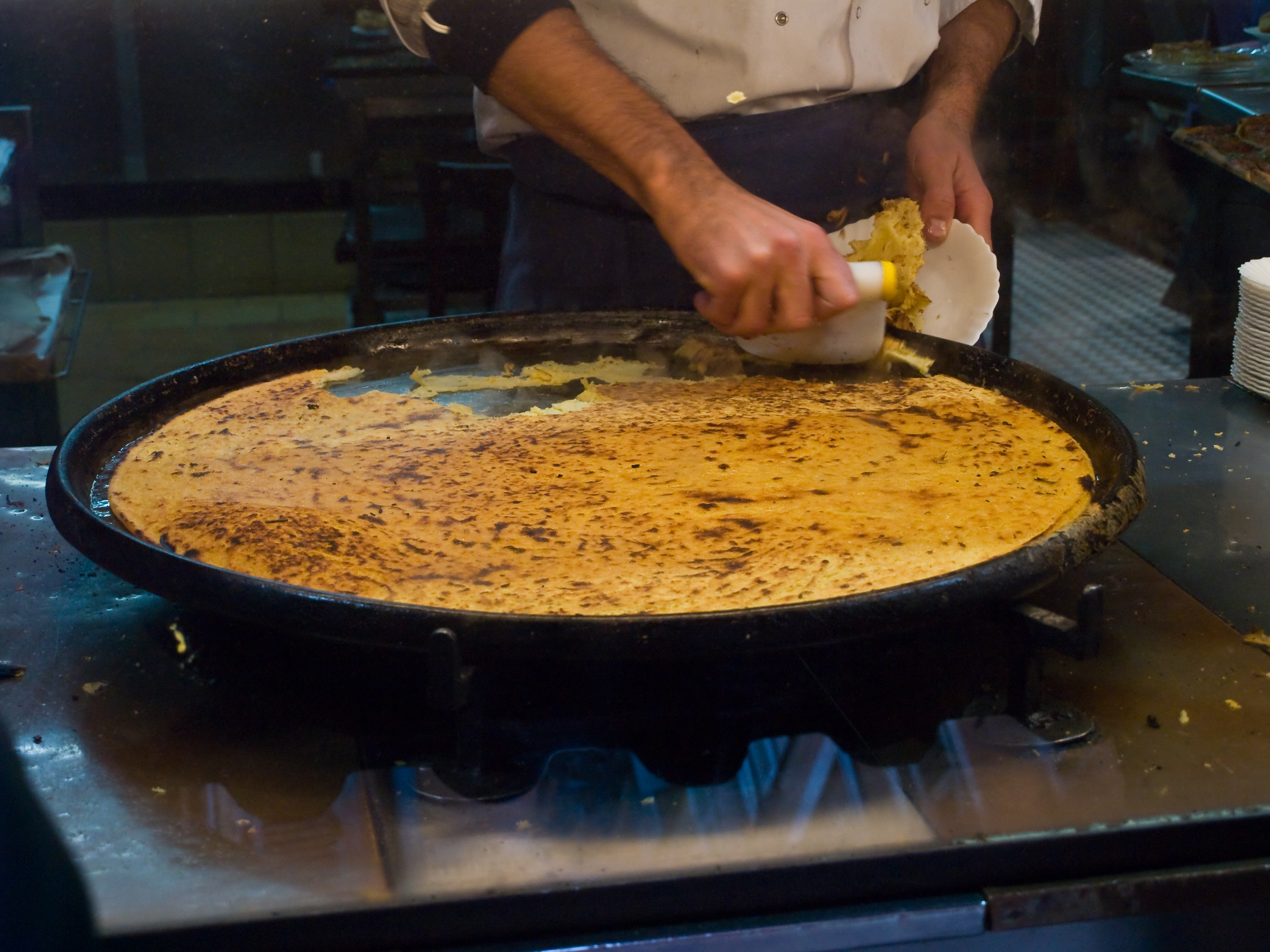
Socca Pháp vừa ra khỏi lò, ở khu phố cổ Nice, trên bờ biển French Riviera
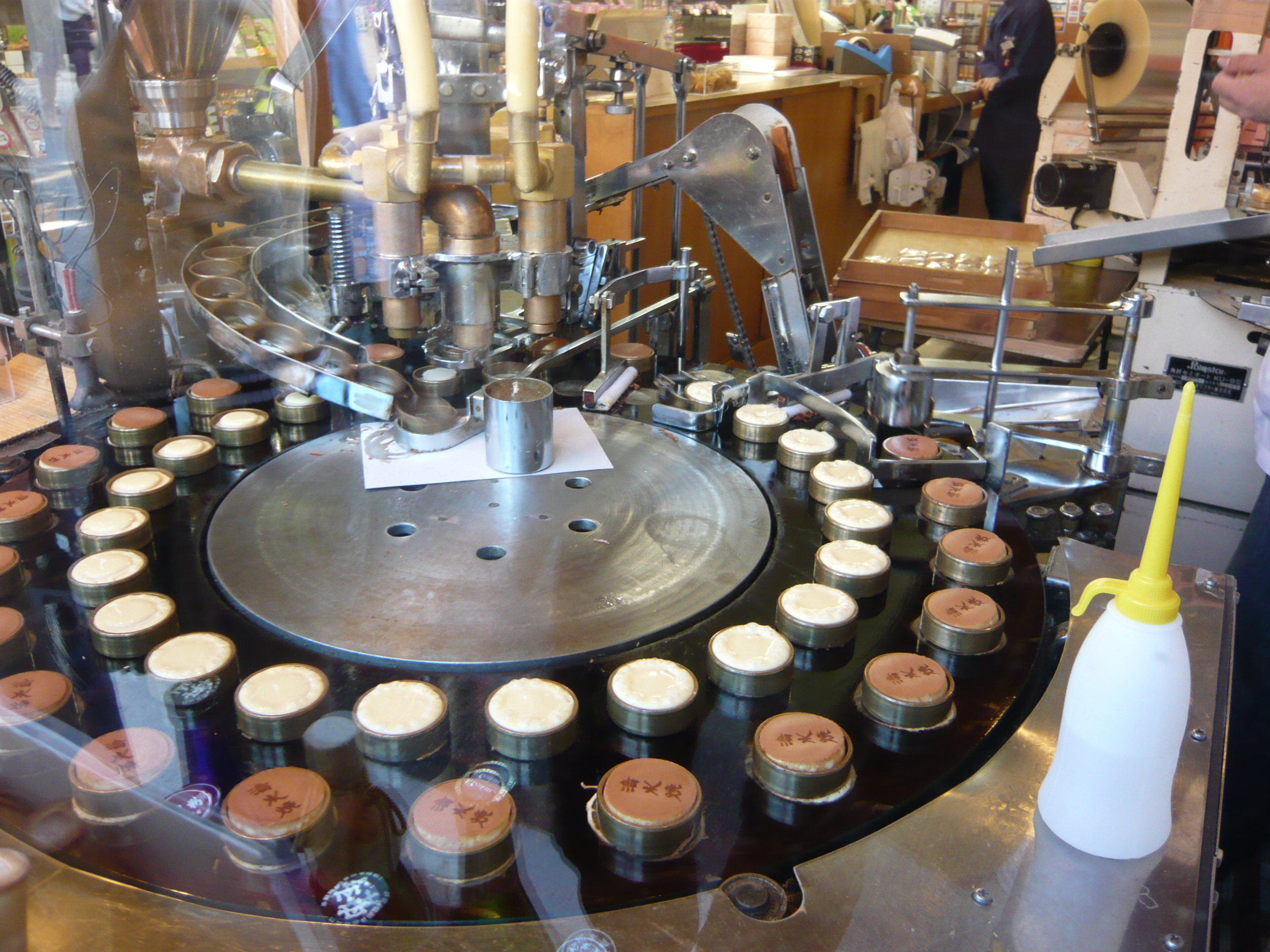
Một máy làm bánh nướng chảo tự động
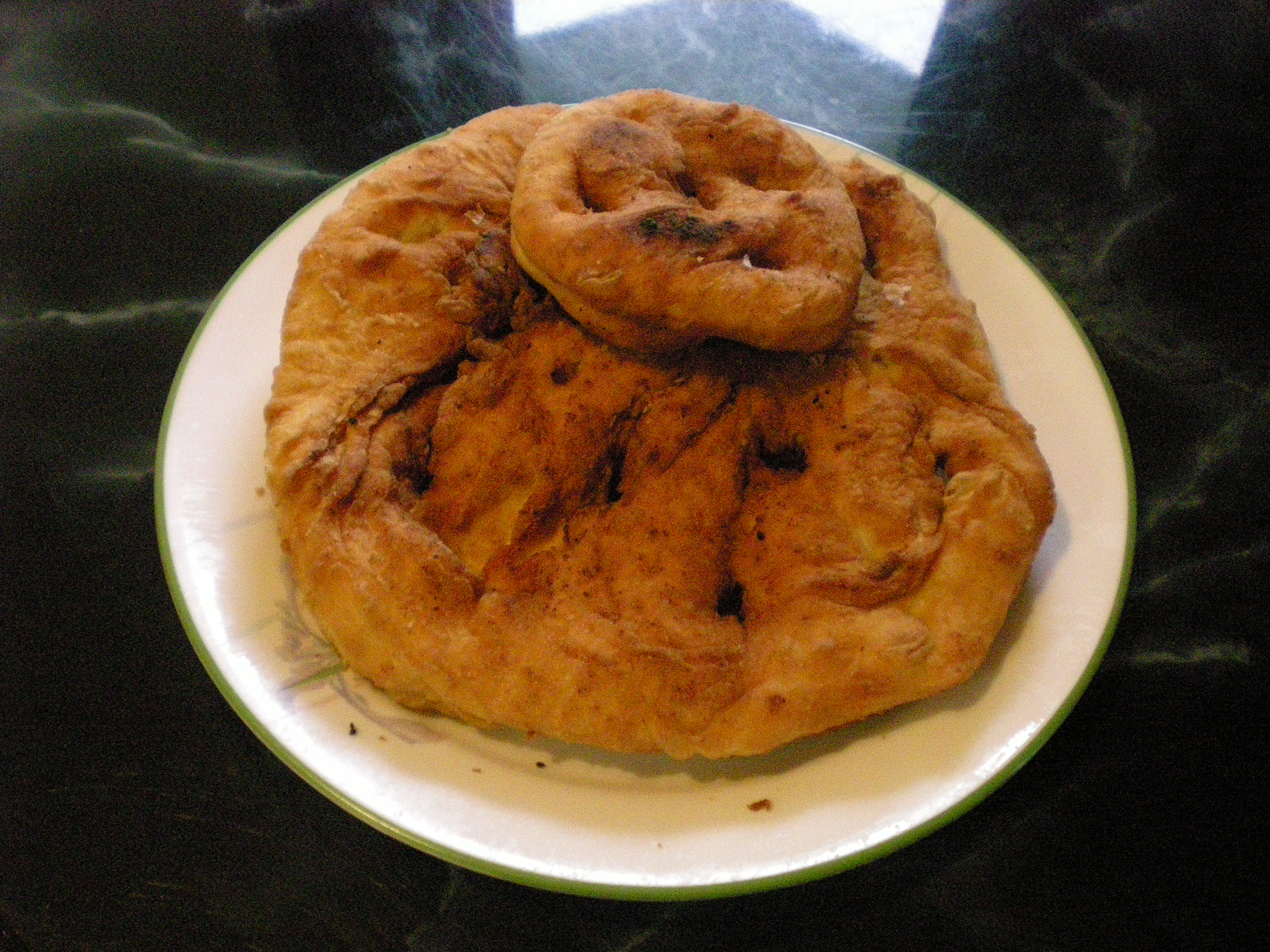
Bannock
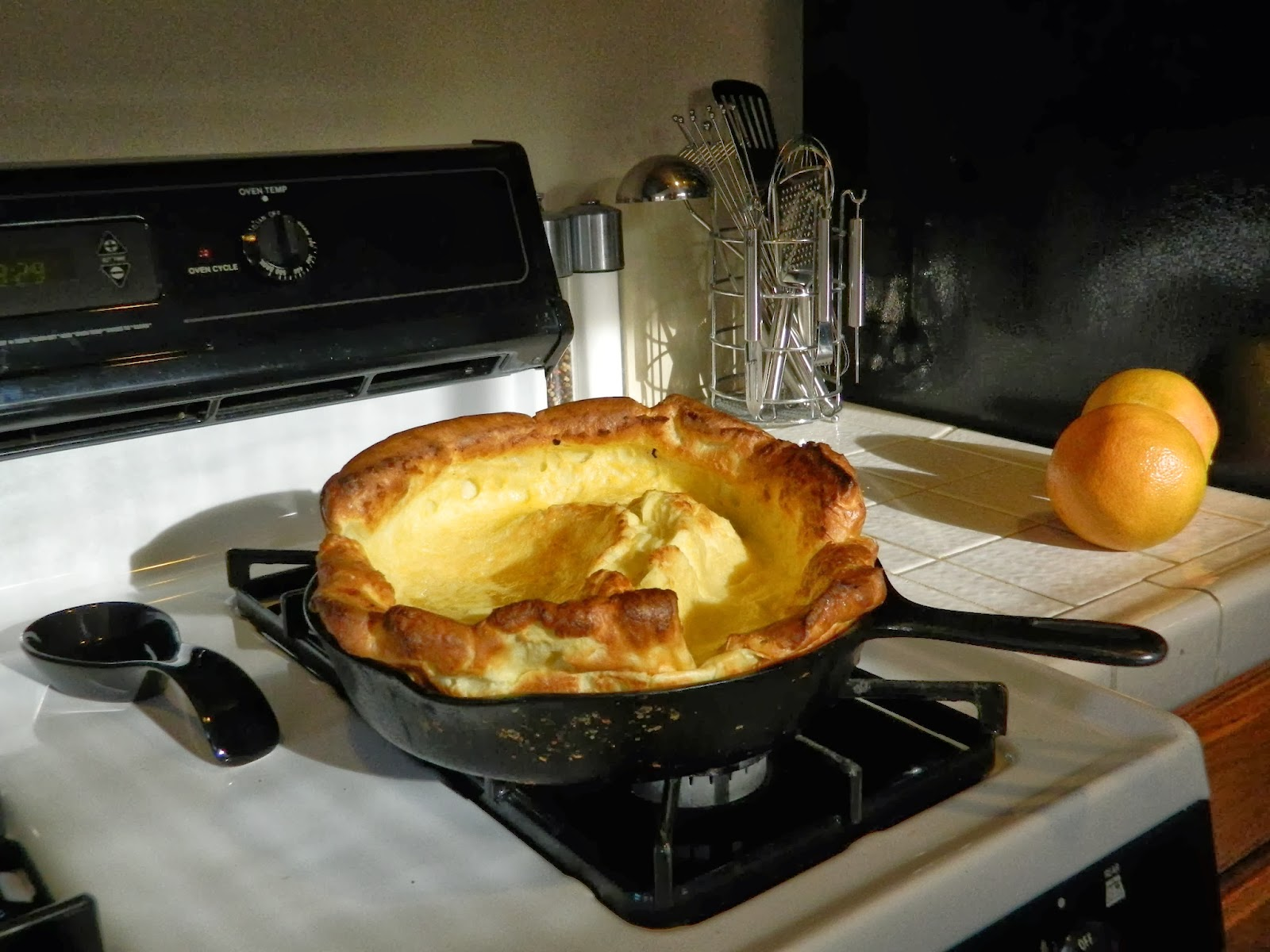
Một chiếc bánh nướng chảo trẻ em Hà Lan
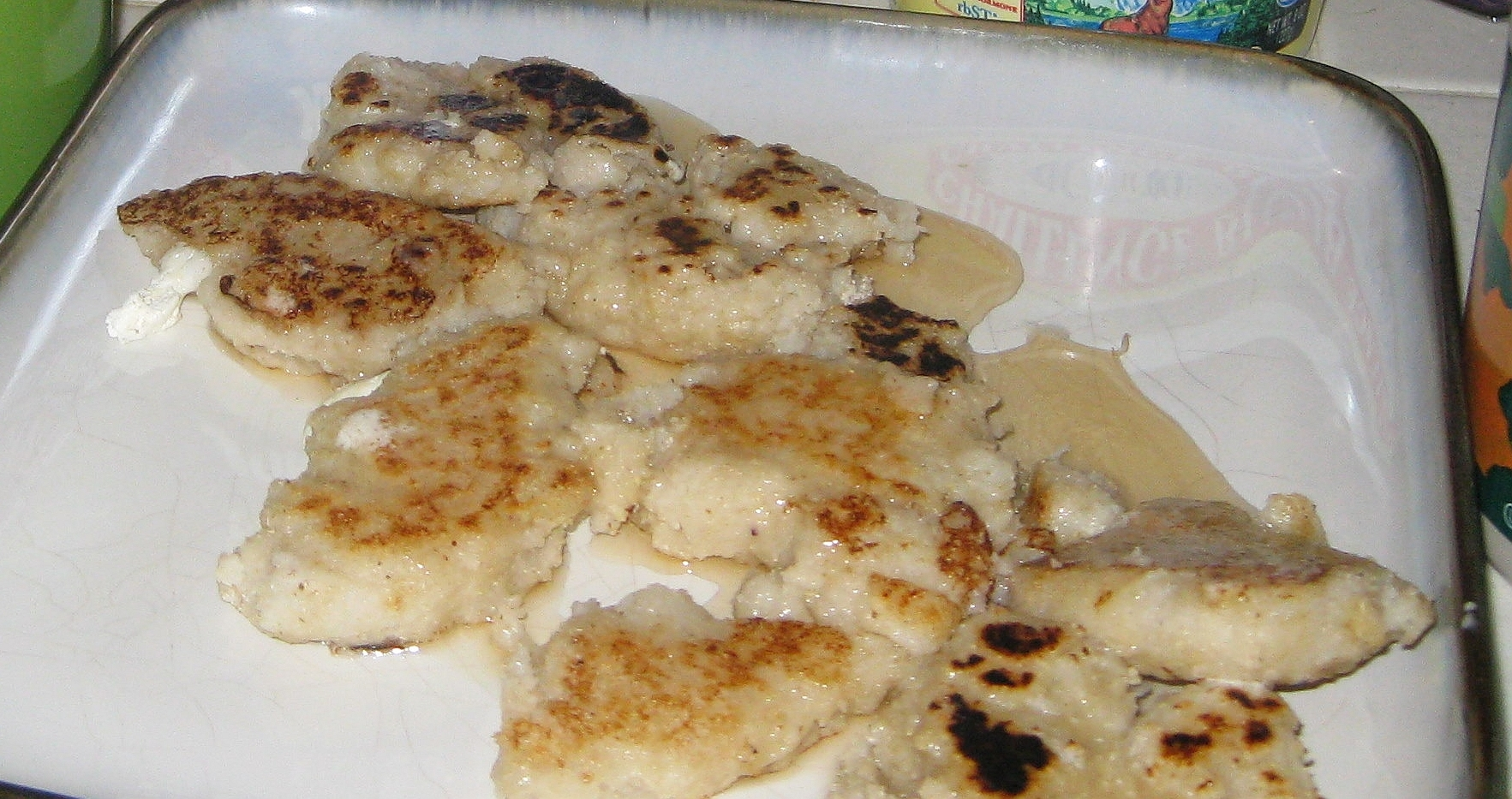
Johnnycakes
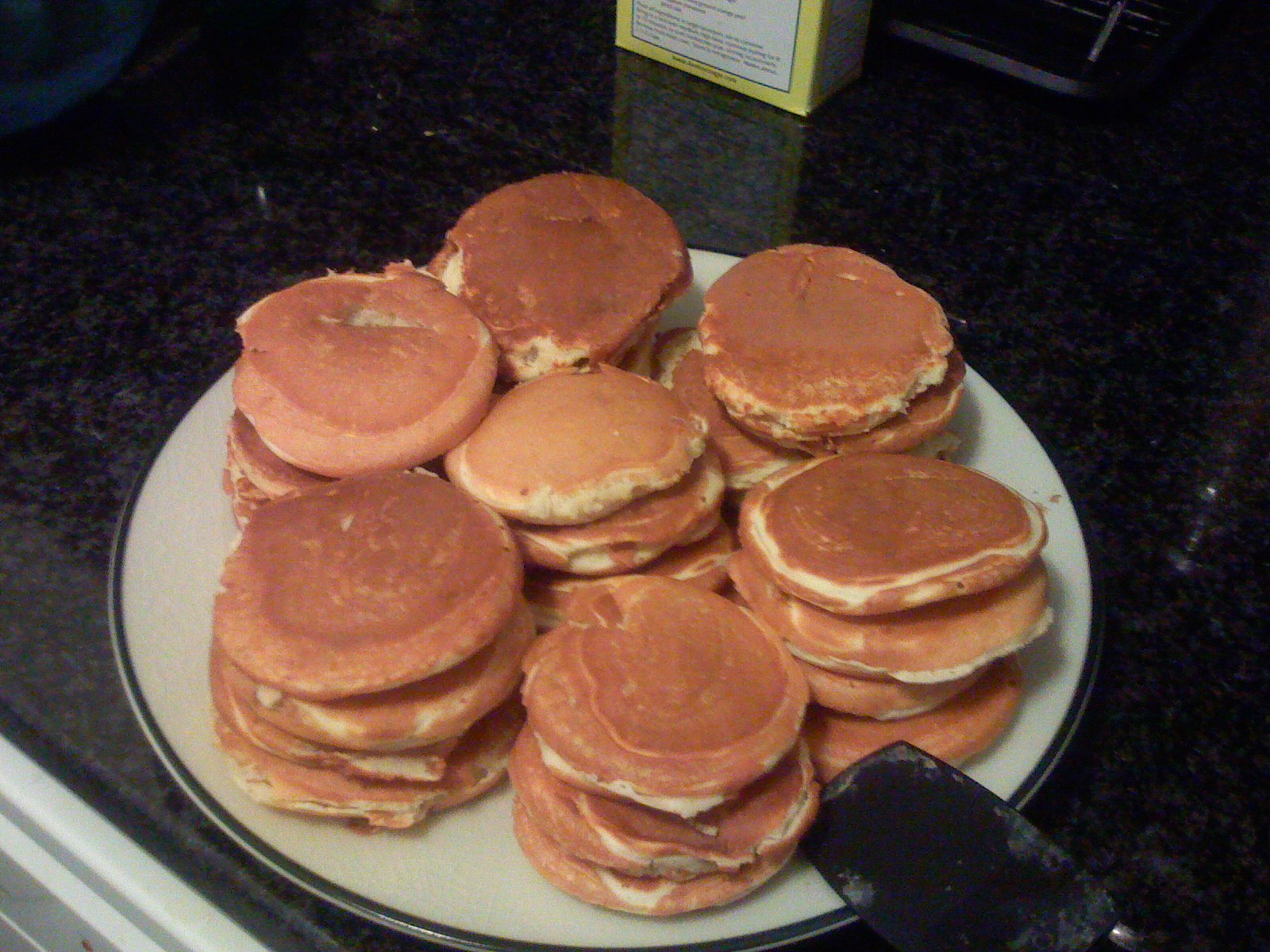
Chồng bánh nướng chảo "đô la bạc"
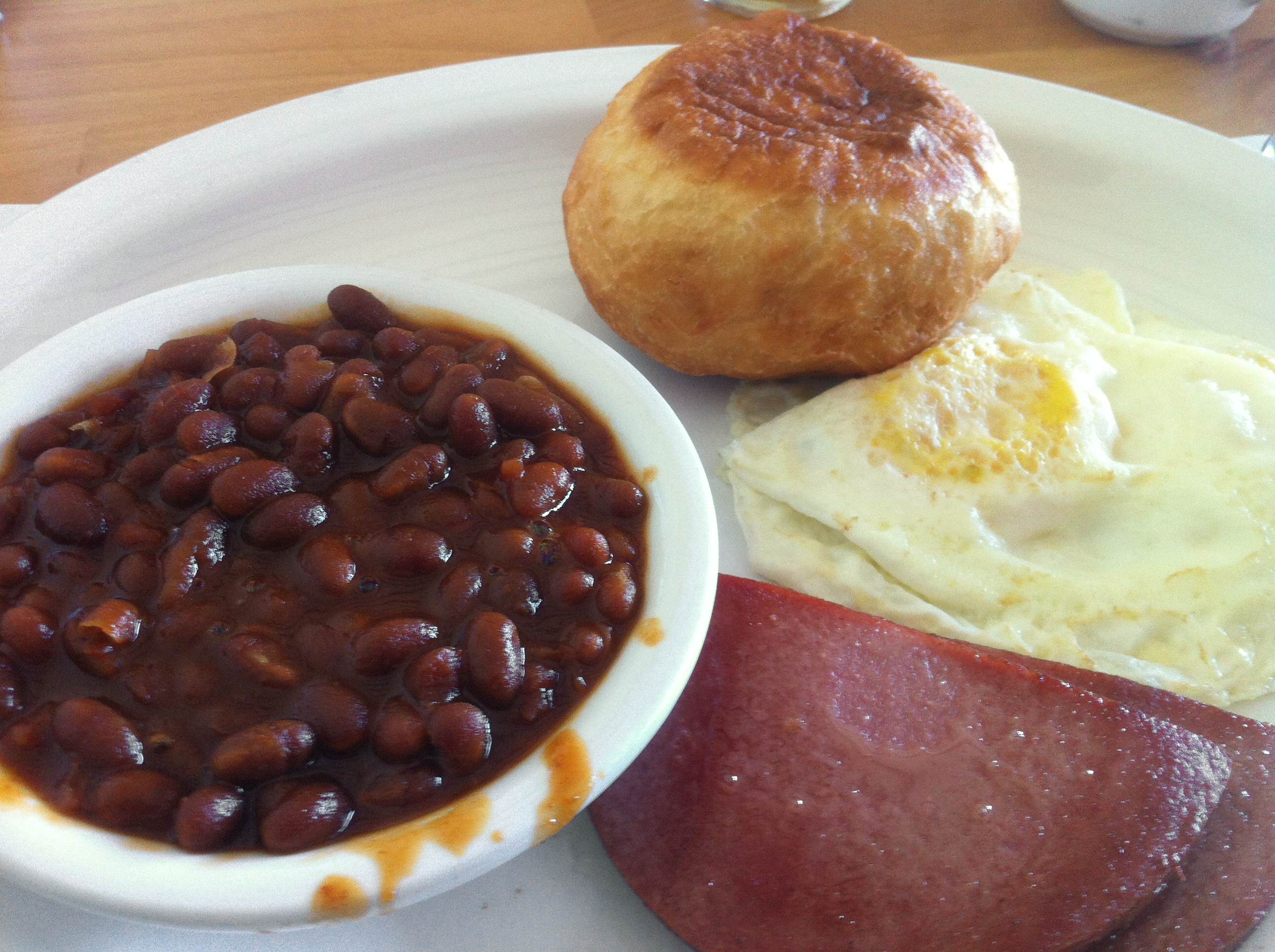
Một touton (phía trên bên phải) với các thực phẩm ăn sáng khác
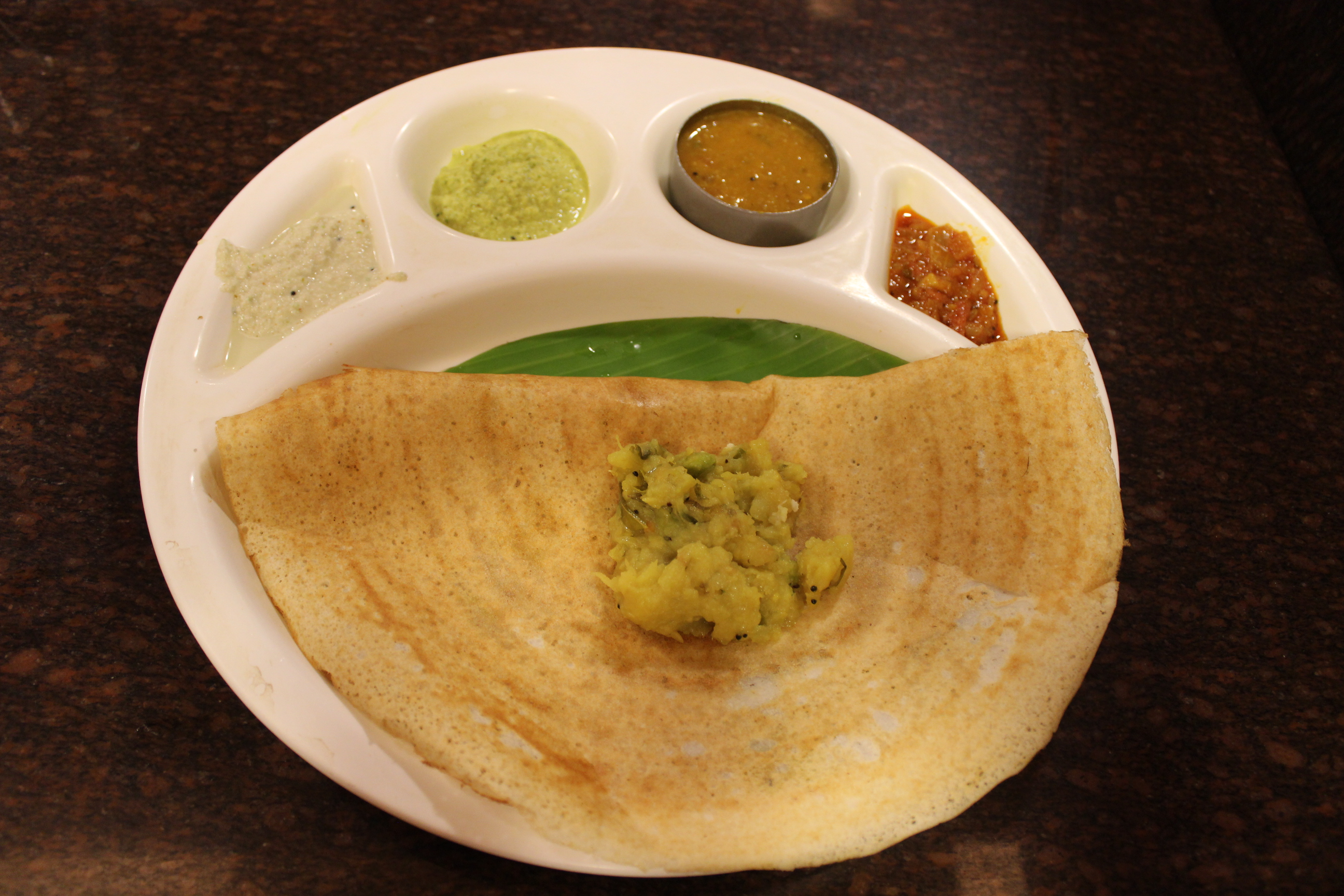
Dosa
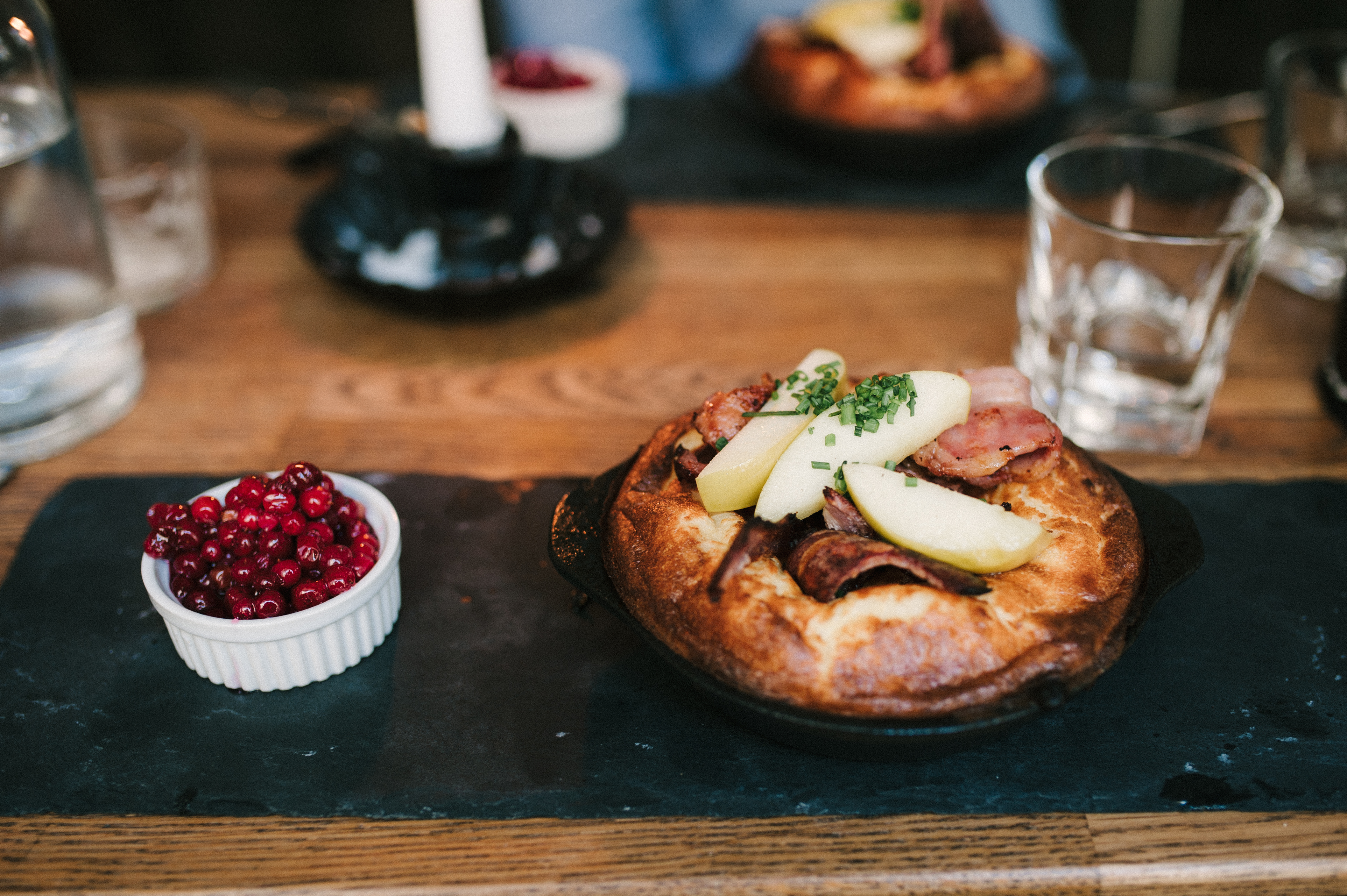
Äggakaka của Thụy Điển với những lát thịt lợn, táo và một bát lingonberries.